# 神戸市

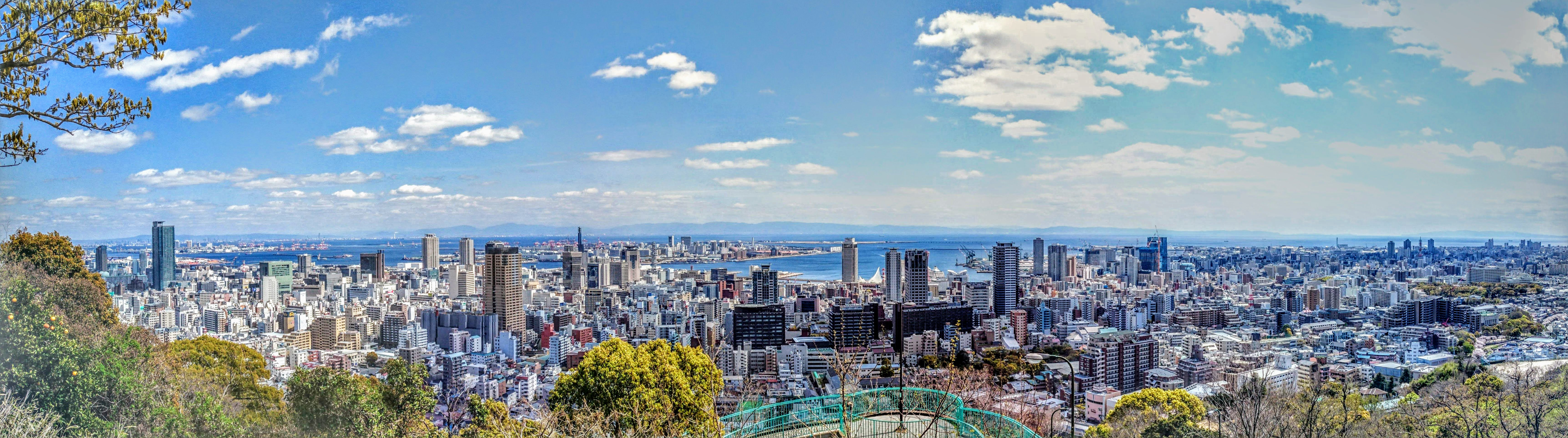
神戸市中央区にある諏訪山公園・ビーナスブリッジからの神戸市街地パノラマ全景

神戸市（こうべし）は、兵庫県の南東部に位置する市。兵庫県の県庁所在地及び人口が最多の市で、政令指定都市である。
市域は垂水区・須磨区・長田区・兵庫区・中央区・灘区・東灘区・北区・西区の9区から構成される。
2020年国勢調査によると人口は152万5152人であり、近畿地方（関西）では大阪市に次ぐ第2位である。大阪市や京都市と共に、京阪神大都市圏（近畿大都市圏）における中心都市である。また、神戸市独自で神戸都市圏を形成している。

## 概要
海と山の迫る東西に細長い市街地を持ち、十分な水深のある扇状の入り江部に発展した理想的な港湾である神戸港を有する日本を代表する港町・港湾都市である。
大正から戦後の高度経済成長期にかけて、東京市・横浜市・名古屋市・京都市・大阪市と共に六大都市の一角であった。幕末の開港以来、横浜港を擁する横浜市とともに舶来品や西洋文化の流入する日本の玄関口となり、今なお旧居留地（神戸外国人居留地）や北野異人館街などの西洋風の街並みに、その歴史や影響を見ることができる。
1995年の阪神・淡路大震災によって神戸港を含めて市内の経済機能は壊滅的被害を受けたものの、神戸市は今なお全国有数の経済都市としての地位を維持している。阪神工業地帯に属する工業都市であり、臨海部を中心に貿易・造船・鉄鋼・機械・製造・ゴム・真珠加工・観光などの産業を中心に発展、ファッション・パン・洋菓子・日本酒などの産業も盛んである。観光地としては、中華街の南京町、神戸外国人居留地や北野異人館街などの異国情緒な街並み、神戸ハーバーランド、摩耶山掬星台からの夜景、有馬温泉などが挙げられる。また、ユネスコのデザイン都市に認定された。
「神戸」という地名は、現在の中心市街地である三宮・元町周辺が古くから生田神社の神封戸の集落（神戸「かむべ」）であったことに由来し、そのウ音便（かうべ。旧仮名遣いで「かう」は「コー」と発音）である。神戸三社（神戸三大神社）をはじめとする市内・国内にある神社の神事に使うお神酒の生産にも係わった。日本酒製造に関しては灘区・東灘区から西宮市にかけての阪神本線沿線のエリアは「灘五郷」と呼ばれる日本有数の日本酒の産地として知られている。

## 沿革・詳細

### 古代
現在の神戸市域は、律令制では摂津国と播磨国に属していた。現在の垂水区、西区、北区（北神）の淡河町、須磨区の神戸総合運動公園・神戸流通業務団地の区域が播磨国で、発足時の市域を含むその他の区域が摂津国であった。
和田岬から北へ湊川（旧河道）のあたりにかけて「兵庫津」（）と呼ばれる港が広がり、京・大坂の外港・経由地として古くから栄えていた。百済、高麗との交易の時代にすでに港は開かれていたが、平清盛により経が島の近くに都である福原京が計画された前後に貿易の拠点として整備され大輪田泊（）と呼ばれたことがその発展の始まりとされる。

### 中世・近世
兵庫津には戦国時代の短い期間、兵庫城が存在していたが、安土桃山時代に豊臣氏の直轄地となり、兵庫陣屋と呼ばれるようになった。大坂の陣後に尼崎藩が立藩されると、西摂の政治の拠点は尼崎に移り、兵庫陣屋には同藩の兵庫津奉行所が置かれた。1769年の上知によって、同じく尼崎藩領だった西宮とともに兵庫津は幕府直轄領となり、兵庫陣屋には大坂町奉行の兵庫勤番所が置かれた。港は北前船や尾州廻船の中継地の一つで廻船問屋が軒を連ねていた。北西部には西国街道が通っており、西宮宿（現在の西宮市）と大蔵谷宿（同じ兵庫県の明石市）とを繋ぐ宿場があった。
兵庫津はまず市街地の地子方（じしかた）と市街地以外の地方（じかた）に分かれ、地子方はさらに宿場町の岡方と港町の北浜・南浜に分かれていた。北浜と南浜の境界はかつての経が島に由来する築島付近で、岡方・北浜・南浜の三方の自治組織が存在した。本陣は岡方に存在したが、諸藩の大名との関係が密接な有力商人たちが南浜に競って建てた「浜本陣」の利用が江戸時代中期以降は漸増した。

### 幕末・近代
江戸幕府が欧米と締結した日米修好通商条約などの条約では兵庫港を外国船に開港することが規定されていたが、実際には宇治川を挟んで3km東に位置する神戸村が開港場となり、1868年1月1日に神戸港として開港。神戸村と二ツ茶屋村（）の沿岸部に港湾設備が整備されたが、神戸村の南東端、生田川（旧河道）河口西岸の外国人居留地の造成工事は遅れ、2月に神戸事件が発生。これにより、3月には生田川（旧河道） - 宇治川間の山麓から海岸までが外国人雑居地となり、外国人居留地の造成工事は8月に完了、9月から競売が開始された。12月には神戸村が兵庫津寄りに位置する二ツ茶屋村・走水村（）と合併して神戸町となり、兵庫津と接するようになった。ただし両市街中心部は離れており、宇治川 - 湊川（旧河道）間の西国街道より山側は、坂本村の南部が「仲町部」と称して開発され、兵庫県庁舎（2代目庁舎）、福原遊廓（新福原）、湊川神社などが築かれた。1874年には、日本で2番目の鉄道路線である東海道本線（JR神戸線）大阪駅 - 神戸駅間が開通し、西国街道より浜側の兵庫津相生町および兵庫津東川崎町に神戸駅が開業。同時に神戸町にも元町駅の位置に三ノ宮駅が開業した。
兵庫津の湊川以西においても、1874年に仲町部の多聞通を柳原惣門まで西伸させた新西国街道と兵庫津の旧市街との間が兵庫新市街として整備され、神戸町と兵庫津の市街が連続するようになった。一方、1875年に新川運河を開削するも不開港の兵庫津（兵庫港）は神戸港に対して劣勢となり、1879年の郡区町村編制法施行により市街としての兵庫津は神戸区に飲み込まれ、1892年の勅令（神戸港の港域拡張）により港湾としての兵庫津（兵庫港）も神戸港に飲み込まる形で一体化した。1901年の湊川の付け替えにより生じた旧河川敷には1905年に新開地が形成され、「東の浅草、西の新開地」と称されるほど繁栄した。日清戦争・第一次世界大戦を経て上海・香港・シンガポールと並ぶアジアの主要な貿易港として発展を続けた。一方、港と共に造船・鉄鋼・機械を中心とした工業も発達し、阪神工業地帯の中核を担う日本有数の重工業都市に成長した。1922年には六大都市に指定された。
新開地や神戸駅周辺が繁栄する一方で、生田川は神戸駅開業よりも早い1871年に現河道へ付け替え済みで、1889年の市制施行の際には旧生田川以東の葺合村が市域に加わっており、1899年の居留地返還を機に都市機能を東へ分散させる施策も行われた。旧居留地はオフィス街へと変容し、旧生田川河口と旧居留地の沖合には1907年から新港突堤の埋立造成が開始された。1905年の阪神本線開業、1912年の神戸市電布引線開業、1931年の東海道本線三ノ宮駅移転、1933年の神戸市電税関線開業、1936年の阪急神戸本線延伸など、旧居留地の北隣に位置する三宮が鉄道結節点となり、旧生田川を南北基軸とする都市機能が整えられた。

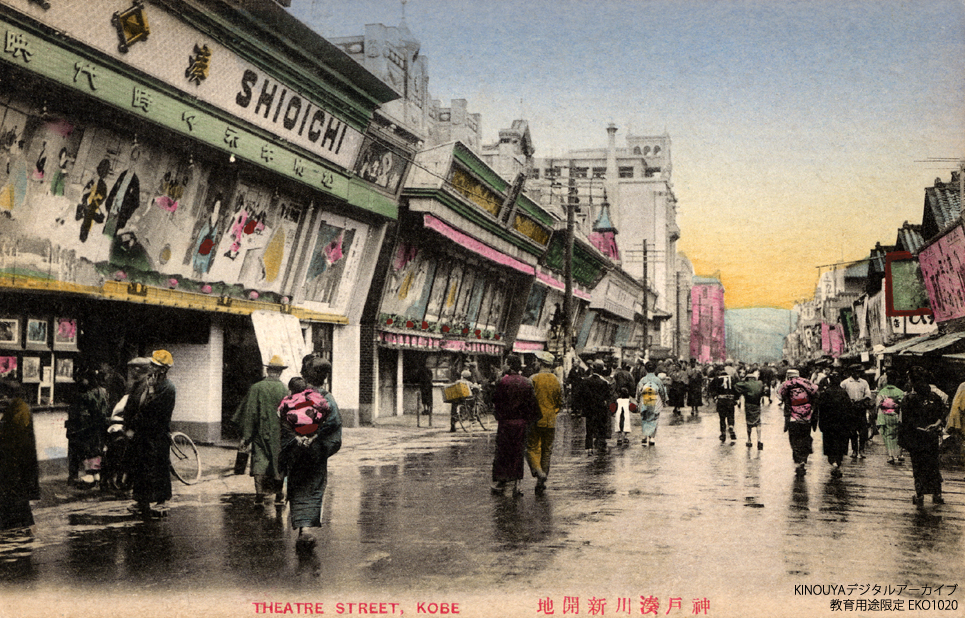
新開地　手彩色絵葉書

太平洋戦争末期、他の諸都市同様にアメリカ軍の重要な戦略目標であった神戸はB29による度重なる空襲を受け、当時の市街地・工業施設・港湾施設の大半を破壊・焼失し、多くの犠牲者を出した（神戸大空襲）。

### 戦後・現代
戦前より続けられてきた都市機能の東への分散は1957年の東遊園地への神戸市役所移転でほぼ完成。戦後の高度経済成長期には、市街後背部の山地・丘陵より削り取った土砂を用いてポートアイランドや六甲アイランドなどの人工島を臨海部に埋立造成し、商工業・住宅・港湾用地として整備するとともに、埋立用土砂採取後の西区や北区の山地・丘陵を西神ニュータウンなどの住宅地・産業団地として開発した。この一連の施策は「山、海へ行く」と呼ばれ、都市インフラの拡充・整備が大きく進むことになった。1981年のポートアイランド第一期竣工時には、地方博ブームの先駆けとなる「神戸ポートアイランド博覧会（ポートピア'81）」を開催して成功させるなど、これらに代表される都市経営手法は、「株式会社神戸市」と称され全国の市町村から自治体経営の手本とされた。神戸港は商業や工業が集積する大阪に近いこともあり、近代以降も国際貿易の拠点として規模を拡充した結果、1970年代には阪神工業地帯の輸出港として海上コンテナの取扱個数が世界一になるなど世界有数の港湾として知られていた。
1972年に山陽新幹線の新神戸駅が生田川の付け替え地点に開業し、以降1981年のポートアイランド1期竣工、2006年の神戸空港開港、2010年のポートアイランド2期竣工によって旧生田川の南北基軸はさらに強化され、新生田川筋も1976年の新神戸トンネル開通、1999年の神戸港港島トンネル開通によって南北基軸を補完する。三宮が市内最大の繁華街及び交通結節点に成長した一方で新開地や神戸駅の地位は下がり、結果的に都市機能は分散ではなく移転した形になった。
阪神・淡路大震災が1995年1月17日に発生し、神戸市内は甚大な被害を受けた。震災での被害による港湾機能の麻痺や、震災以前からの製造業の生産拠点の海外移転によって、国際貿易港としての相対的地位は低下した。震災復興によるインフラの再整備により貿易額は回復する傾向にあり、日本を代表する港湾都市の一つとして存在感を維持している。その一方、中国をはじめとしたアジアの大都市の急激な発展により港湾都市としての国際的な影響力は低下しており、2018年度における世界の港湾取扱貨物量ランキングは50位（国内5位）となっている。
また、人口においても震災直後に7%余り減少したものの、新長田駅前・JR六甲道駅前での震災復興再開発事業やポートアイランド二期事業・神戸医療産業都市構想などの事業によって呼び戻されて2011年には154万9000人に達した。しかしながらその後は首都圏や大阪府への流出など人口減少が続き、2015年に福岡市、2019年には川崎市を下回り、政令市で7位となっている。神戸市営地下鉄海岸線や神戸空港の利用者数が需要予測を大幅に下回り、またウォーターフロント開発である神戸ハーバーランドの核テナントが相次いで撤退、かつて小売業で日本一の地位を築いたダイエー（神戸市発祥）の不振、企業合併や２本社体制（神戸本社と東京本社）などによる本社機能の東京への流出、市主導の新長田駅前再開発の失敗など、戦後から震災まで好調に成長してきたのと対照的に震災以降は暗雲が垂れ込めていた。しかし、近年は都心地区である三宮エリアの再開発やハーバーランド、メリケンパーク、新港町などをはじめとするウォーターフロントエリアの再開発、市内主要駅周辺のリノベーションなどの進行に加え、神戸空港の国際化と国内線の拡大が決定。これらによる街全体の活性化が大いに期待されている。

## 地理

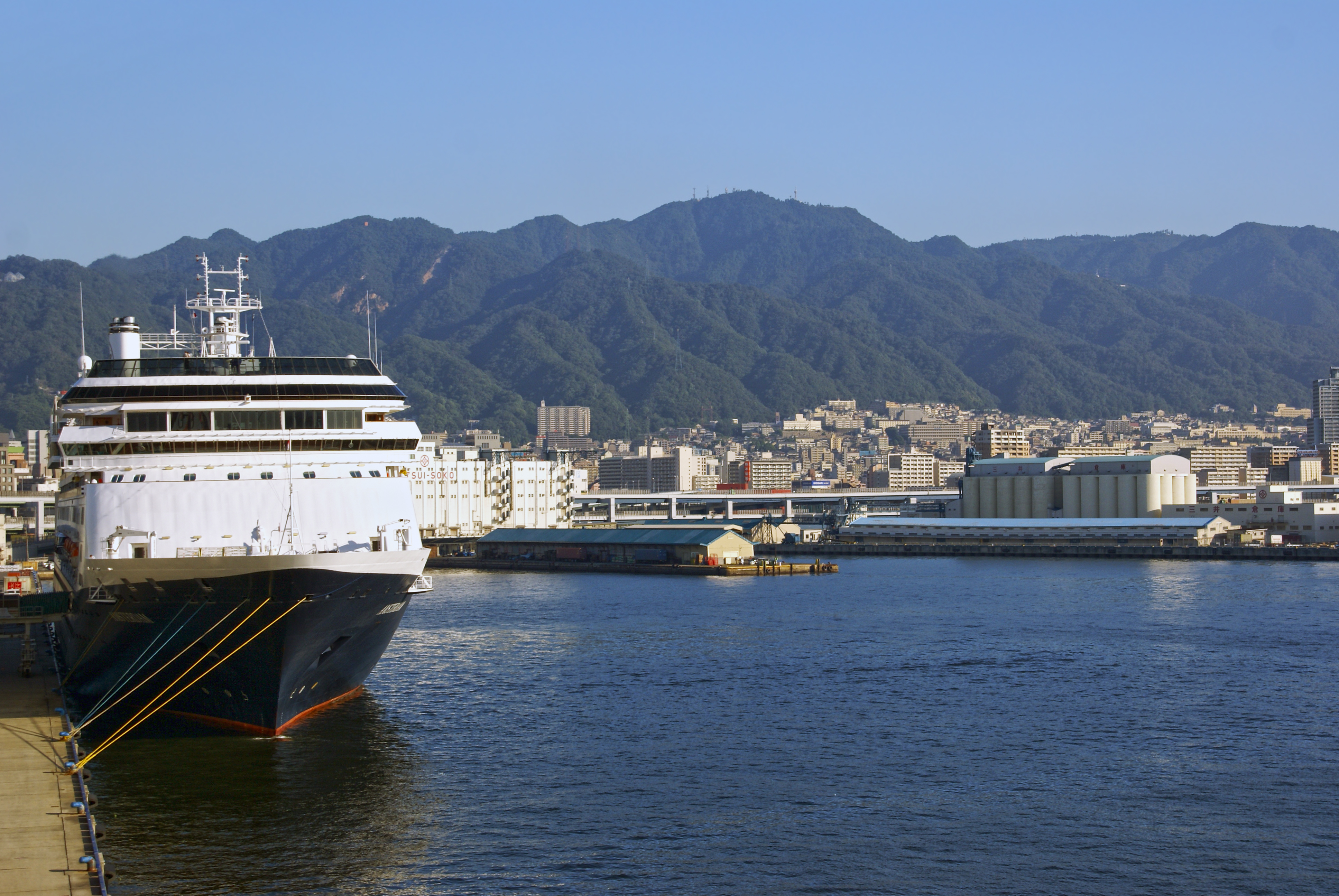
六甲連山（南側）

- 神戸市は空港や新幹線の駅を有し、また東京と九州の中間地点でもあり、明石海峡に架かる明石海峡大橋（垂水区）を介して淡路島や四国にも通じる交通の要衝である。
- 南は瀬戸内海の大阪湾に面して世界でも有数の港が広がっている。また、市域中央部の六甲山地が海の近くまで迫っているために市街地は南北に狭く東西に長い。
- 海岸部は約35km。そのうち、植物が見られるのは妙法寺川から明石市との境に近い山田川河口右岸辺りまでの約12km[6]。
- 気候は瀬戸内海式気候であり、冬季は比較的温暖だが、夏季は厳しい暑さとなる。1999年9月に神戸海洋気象台（現・神戸地方気象台）が山麓の高台（中央区中山手通7丁目14-1、標高56m）から海岸の低地（中央区脇浜海岸通1丁目4-3、標高5m）へ移転し、熱帯夜日数が増加した[7]。
- 六甲連山の南側での移転に過ぎない気象台の移転にかかわらず、六甲連山の北側は南側との差が大きい。北区の新興住宅地の大半は標高200m以上となり、300m以上となる箇所も少なくない。北区の北東部（北神地域）は三田地域気象観測所（三田市下深田396、標高150m）に近接する。西区の新興住宅地の大半は標高200m以下となり、100m以下となる箇所も少なくない。西区の北部は三木地域気象観測所（三木市志染町広野5-1、標高145m）に近接する。

| 神戸市（神戸地方気象台）の気候                               | 神戸市（神戸地方気象台）の気候 | 神戸市（神戸地方気象台）の気候 | 神戸市（神戸地方気象台）の気候 | 神戸市（神戸地方気象台）の気候 | 神戸市（神戸地方気象台）の気候 | 神戸市（神戸地方気象台）の気候 | 神戸市（神戸地方気象台）の気候 | 神戸市（神戸地方気象台）の気候 | 神戸市（神戸地方気象台）の気候 | 神戸市（神戸地方気象台）の気候 | 神戸市（神戸地方気象台）の気候 | 神戸市（神戸地方気象台）の気候 | 神戸市（神戸地方気象台）の気候 |
| 月                                                           | 1月                            | 2月                            | 3月                            | 4月                            | 5月                            | 6月                            | 7月                            | 8月                            | 9月                            | 10月                           | 11月                           | 12月                           | 年                             |
| ------------------------------------------------------------ | ------------------------------ | ------------------------------ | ------------------------------ | ------------------------------ | ------------------------------ | ------------------------------ | ------------------------------ | ------------------------------ | ------------------------------ | ------------------------------ | ------------------------------ | ------------------------------ | ------------------------------ |
| 最高気温記録 °C （°F）                                       | 19.2 (66.6)                    | 20.8 (69.4)                    | 23.7 (74.7)                    | 28.5 (83.3)                    | 31.9 (89.4)                    | 36.3 (97.3)                    | 37.7 (99.9)                    | 38.8 (101.8)                   | 35.9 (96.6)                    | 31.9 (89.4)                    | 26.3 (79.3)                    | 23.7 (74.7)                    | 38.8 (101.8)                   |
| 平均最高気温 °C （°F）                                       | 9.4 (48.9)                     | 10.1 (50.2)                    | 13.5 (56.3)                    | 18.9 (66)                      | 23.6 (74.5)                    | 26.7 (80.1)                    | 30.4 (86.7)                    | 32.2 (90)                      | 28.8 (83.8)                    | 23.2 (73.8)                    | 17.5 (63.5)                    | 12.0 (53.6)                    | 20.5 (68.9)                    |
| 日平均気温 °C （°F）                                         | 6.2 (43.2)                     | 6.5 (43.7)                     | 9.8 (49.6)                     | 15.0 (59)                      | 19.8 (67.6)                    | 23.4 (74.1)                    | 27.1 (80.8)                    | 28.6 (83.5)                    | 25.4 (77.7)                    | 19.8 (67.6)                    | 14.2 (57.6)                    | 8.8 (47.8)                     | 17.0 (62.6)                    |
| 平均最低気温 °C （°F）                                       | 3.1 (37.6)                     | 3.4 (38.1)                     | 6.3 (43.3)                     | 11.4 (52.5)                    | 16.5 (61.7)                    | 20.6 (69.1)                    | 24.7 (76.5)                    | 26.1 (79)                      | 22.6 (72.7)                    | 16.7 (62.1)                    | 10.9 (51.6)                    | 5.7 (42.3)                     | 14.0 (57.2)                    |
| 最低気温記録 °C （°F）                                       | −6.4 (20.5)                    | −7.2 (19)                      | −5.0 (23)                      | −0.6 (30.9)                    | 3.9 (39)                       | 10.0 (50)                      | 14.5 (58.1)                    | 16.1 (61)                      | 10.5 (50.9)                    | 5.3 (41.5)                     | −0.2 (31.6)                    | −4.3 (24.3)                    | −7.2 (19)                      |
| 降水量 mm （inch）                                           | 38.4 (1.512)                   | 55.6 (2.189)                   | 94.2 (3.709)                   | 100.6 (3.961)                  | 134.7 (5.303)                  | 176.7 (6.957)                  | 187.9 (7.398)                  | 103.4 (4.071)                  | 157.2 (6.189)                  | 118.0 (4.646)                  | 62.4 (2.457)                   | 48.7 (1.917)                   | 1,277.8 (50.307)               |
| 降雪量 cm （inch）                                           | 0 (0)                          | 0 (0)                          | 0 (0)                          | 0 (0)                          | 0 (0)                          | 0 (0)                          | 0 (0)                          | 0 (0)                          | 0 (0)                          | 0 (0)                          | 0 (0)                          | 0 (0)                          | 1 (0.4)                        |
| 平均降水日数 （≥0.5mm）                                      | 6.0                            | 7.1                            | 10.0                           | 10.1                           | 10.4                           | 12.1                           | 10.9                           | 7.4                            | 10.3                           | 8.8                            | 6.4                            | 6.8                            | 106.2                          |
| 平均降雪日数 （≥0cm）                                        | 8.9                            | 10.2                           | 3.3                            | 0.1                            | 0                              | 0                              | 0                              | 0                              | 0                              | 0                              | 0.1                            | 4.1                            | 26.9                           |
| % 湿度                                                       | 62                             | 61                             | 61                             | 61                             | 64                             | 72                             | 74                             | 71                             | 67                             | 64                             | 63                             | 62                             | 65                             |
| 平均月間日照時間                                             | 145.8                          | 142.4                          | 175.8                          | 194.8                          | 202.6                          | 164.0                          | 189.4                          | 229.6                          | 163.9                          | 169.8                          | 152.2                          | 153.2                          | 2,083.7                        |
| 出典：気象庁（平均値：1991年 - 2020年、極値：1896年 - 現在） |                                |                                |                                |                                |                                |                                |                                |                                |                                |                                |                                |                                |                                |

| 神戸（神戸海洋気象台・中央区中山手通7丁目）・1961 - 1990年平均の気候 | 神戸（神戸海洋気象台・中央区中山手通7丁目）・1961 - 1990年平均の気候 | 神戸（神戸海洋気象台・中央区中山手通7丁目）・1961 - 1990年平均の気候 | 神戸（神戸海洋気象台・中央区中山手通7丁目）・1961 - 1990年平均の気候 | 神戸（神戸海洋気象台・中央区中山手通7丁目）・1961 - 1990年平均の気候 | 神戸（神戸海洋気象台・中央区中山手通7丁目）・1961 - 1990年平均の気候 | 神戸（神戸海洋気象台・中央区中山手通7丁目）・1961 - 1990年平均の気候 | 神戸（神戸海洋気象台・中央区中山手通7丁目）・1961 - 1990年平均の気候 | 神戸（神戸海洋気象台・中央区中山手通7丁目）・1961 - 1990年平均の気候 | 神戸（神戸海洋気象台・中央区中山手通7丁目）・1961 - 1990年平均の気候 | 神戸（神戸海洋気象台・中央区中山手通7丁目）・1961 - 1990年平均の気候 | 神戸（神戸海洋気象台・中央区中山手通7丁目）・1961 - 1990年平均の気候 | 神戸（神戸海洋気象台・中央区中山手通7丁目）・1961 - 1990年平均の気候 | 神戸（神戸海洋気象台・中央区中山手通7丁目）・1961 - 1990年平均の気候 |
| 月                                                                   | 1月                                                                  | 2月                                                                  | 3月                                                                  | 4月                                                                  | 5月                                                                  | 6月                                                                  | 7月                                                                  | 8月                                                                  | 9月                                                                  | 10月                                                                 | 11月                                                                 | 12月                                                                 | 年                                                                   |
| -------------------------------------------------------------------- | -------------------------------------------------------------------- | -------------------------------------------------------------------- | -------------------------------------------------------------------- | -------------------------------------------------------------------- | -------------------------------------------------------------------- | -------------------------------------------------------------------- | -------------------------------------------------------------------- | -------------------------------------------------------------------- | -------------------------------------------------------------------- | -------------------------------------------------------------------- | -------------------------------------------------------------------- | -------------------------------------------------------------------- | -------------------------------------------------------------------- |
| 平均最高気温 °C （°F）                                               | 8.4 (47.1)                                                           | 8.8 (47.8)                                                           | 12.3 (54.1)                                                          | 18.5 (65.3)                                                          | 22.9 (73.2)                                                          | 26.0 (78.8)                                                          | 29.8 (85.6)                                                          | 31.6 (88.9)                                                          | 27.6 (81.7)                                                          | 22.0 (71.6)                                                          | 16.6 (61.9)                                                          | 11.3 (52.3)                                                          | 19.7 (67.5)                                                          |
| 日平均気温 °C （°F）                                                 | 4.7 (40.5)                                                           | 5.0 (41)                                                             | 8.0 (46.4)                                                           | 14.0 (57.2)                                                          | 18.4 (65.1)                                                          | 22.0 (71.6)                                                          | 25.9 (78.6)                                                          | 27.3 (81.1)                                                          | 23.6 (74.5)                                                          | 17.7 (63.9)                                                          | 12.5 (54.5)                                                          | 7.5 (45.5)                                                           | 15.6 (60.1)                                                          |
| 平均最低気温 °C （°F）                                               | 1.4 (34.5)                                                           | 1.5 (34.7)                                                           | 4.0 (39.2)                                                           | 9.8 (49.6)                                                           | 14.4 (57.9)                                                          | 18.8 (65.8)                                                          | 23.1 (73.6)                                                          | 24.3 (75.7)                                                          | 20.8 (69.4)                                                          | 14.1 (57.4)                                                          | 8.8 (47.8)                                                           | 4.1 (39.4)                                                           | 12.1 (53.8)                                                          |
| 出典：理科年表                                                       |                                                                      |                                                                      |                                                                      |                                                                      |                                                                      |                                                                      |                                                                      |                                                                      |                                                                      |                                                                      |                                                                      |                                                                      |                                                                      |

### 主な山
- 六甲山系
  - 六甲山 - 西お多福山 - 東お多福山 - 石楠花山 - 摩耶山 - 堂徳山（市章山）- 錨山（碇山）- 再度山 - 世継山 - 諏訪山 - 菊水山 - 高取山（鷹取山）
- 丹生山系
  - 帝釈山 - 丹生山

### 主な河川
- 住吉川
- 石屋川
- 都賀川
- 生田川 - 布引渓流（名水百選）
- 宇治川
- 高橋川
- 新湊川
- 武庫川
- 羽束川（武庫川支流）
- 志染川（別名：山田川、加古川支流）
- 淡河川（志染川支流）
- 明石川

### 主な湖沼
- つくはら湖

### 主な人工島
- ポートアイランド
- 神戸空港島
- 六甲アイランド
- 六甲アイランド南（神戸沖埋立処分場）

### 隣接する自治体
- 淡路市
- 明石市
- 加古郡稲美町
- 三木市
- 三田市
- 宝塚市
- 西宮市
- 芦屋市

## 生態系
市内では、6608種の動植物が確認されている。744種が絶滅の恐れがあり、そのうちベッコウトンボやマヤランなど、49種は現在見られなくなっている。
- 希少種[10]
  - スミスネズミ - 明治37年（1904年）に六甲山でイギリス人のゴードン・スミスが発見した生物である。2006年（平成18年）に約20年ぶりに生息を確認。
  - カワバタモロコ - 全長3cmから6cmほどの淡水魚。市内数か所のため池に生息。
  - コウベマイマイ - 市内ほぼ全域の低山部・山麓部に分布。林の中の落ち葉の上や石垣のくぼみなどに生息。
  - アリマウマノスズクサ - 牧野富太郎が有馬に調査したときに命名。
- 鳥類 - 285種が記録されている。そのうち、飼い鳥が逃げ出したものが15種[11]。
- 海岸植物[6]（市内の海岸植物標本を最初に残したのは牧野富太郎）
  - ウンラン・ハマボウフウ・ハマアオスゲ・タチスズシロソウ（牧野富太郎採集）
  - ハマビシ・マツナ・イソホウキギ・ハマアカザ・ハマゴウ・ハマエノコロ・カモノハシ（1950年代に近藤浩文採集）
  - 現状
  - 平成初期の1991年以降にコウボウムギ・ハマゴウ・ツルナ・ママコノシリヌグイ・クコ・ハマヒルガオ・セイタカヨシ・イソヤマテンツキ・ハマウドなど、21科43属49種の草本が記録されている。

## 年表
- 神功皇后摂政元年 - 生田神社、長田神社創建。
- 3世紀後半 - 西求女塚古墳が築かれる。
- 4世紀 - 東求女塚古墳・処女塚古墳が築かれる。
- 4世紀末 - 5世紀初頭 - 五色塚古墳と小壷古墳が築かれる。
- 推古天皇11年（603年）7月、当麻皇子の妃舎人皇女が死去、赤石桧笠岡（吉田王塚古墳）に葬られる（日本書紀巻第廿二）。
- 舒明天皇3年9月19日（631年10月19日）、舒明天皇が有間温泉（後の有馬温泉）にて入湯するという（日本書紀卷第廿三）。
- 大化元年（645年） - 孝徳天皇の勅願によって如意寺が創建される。
- 白雉2年（651年） - 孝徳天皇の勅願によって石峯寺が創建される。
- 霊亀2年（716年 - 元正天皇の勅願によって太山寺が創建される。
- 神護景雲2年（768年） - 和気清麻呂によって大龍寺が創建される。
- 延暦18年（799年） - 水害により生田神社が現在地に移転。
- 延暦24年（805年） - 伝教大師・最澄によって日本最初の密教教化霊場である能福護国密寺（能福寺）が創建される。
- 弘仁3年（812年） - 大輪田泊が修築される（日本後紀卷廿二）。
- 延喜14年（914年） - 三善清行による大輪田泊修築。

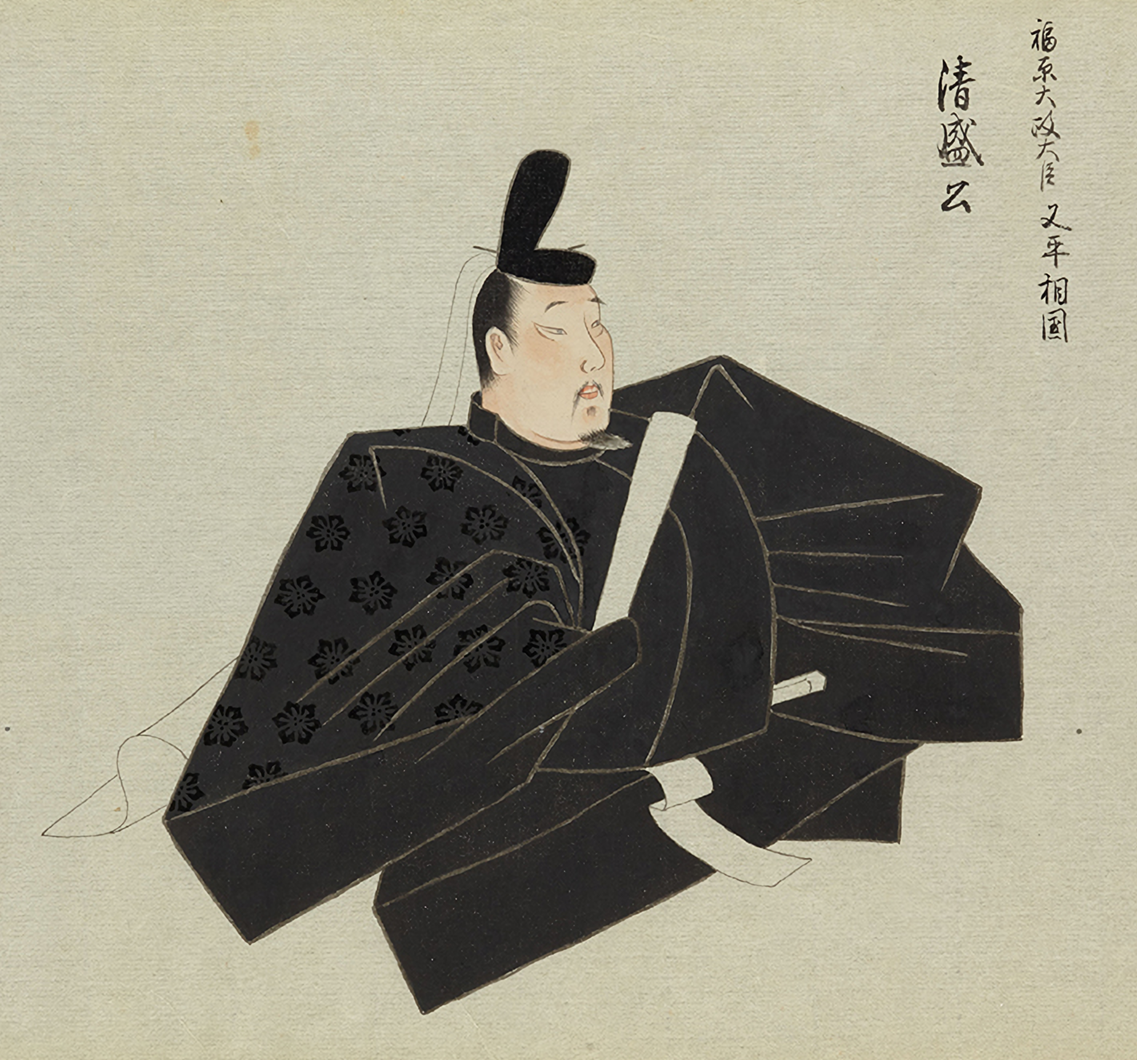
1180年、平清盛により福原に福原京と別荘・雪見御所が造営される。

- 承安3年（1173年） - 平清盛が大輪田泊に経が島（経ヶ島）を築く。
- 治承4年（1180年） - 福原京の造営。
- 寿永3年/治承8年2月7日（1184年3月20日） - 一ノ谷の戦いが起きる。
- 建久7年（1196年） - 重源による大輪田泊修築。
- 建武2年（1335年） - 赤松則村（円心）が播磨守護になり、以後200年間は赤松氏の支配となる（途中20年余は山名氏）。
- 建武3年5月25日（1336年7月4日） - 湊川の戦いが起きる。
- 康永3年（1344年） - 足利尊氏の発願によって福海寺が創建される。
- 天正6年（1578年） - 花隈合戦が起きる。
- 天正19年（1591年） - 豊臣秀吉が有馬大茶会を開催する。
- 寛文12年（1672年） - 北前船の西廻り航路が開かれて、兵庫津が拠点港となる。
- 寛政11年（1799年） - 高田屋嘉兵衛により択捉航路が開設され北海道物産の交易基地となる。
- 元治元年（1864年） - 勝海舟により、神戸海軍操練所および神戸海軍塾を設置。
- 慶応3年12月7日（1868年1月1日） - 兵庫の名のもとに神戸港が開港。
- 慶応4年（1868年）
  - 1月11日（2月4日） - 神戸事件が発生。
  - 3月7日（3月30日） - 生田川-宇治川間の山麓から海岸まで（造成中の居留地を除く）が外国人雑居地となる。
  - 7月24日（9月10日） - 神戸外国人居留地の第1回競売が行われる。
- 明治2年（1869年） - 日本初の牛肉料理店「関門月下亭」（現存せず）が開店。
- 明治3年（1870年） - 居留地にオリエンタルホテル開業。A.C.シムを中心とする居留外国人により神戸レガッタアンドアスレチッククラブ (KR&AC) 創立。
- 明治4年（1871年） 
  - 5月19日（7月6日） - 強風と高潮により外国人居留地などに被害。税関の監視所が吹き飛ばされ、保税倉庫などにも被害[12]。
  - 生田川の付け替えが行われる。日本初の鉄道トンネル、石屋川トンネル竣工。
- 1873年（明治6年） - 生田川の旧河道に滝道（現・フラワーロード）造成。
- 1874年（明治7年） - 六甲山で日本初の近代登山が行われる。官設鉄道（現・JR西日本）、大阪駅-神戸駅間開通、神戸駅・三ノ宮駅・住吉駅が開業する。
- 1877年 - 居留地に内外人公園（現・東遊園地）が開設。
- 1884年 - A.C.シムにより日本初のラムネが製造される。
- 1886年 - 明治天皇の御用邸が弁天浜（現在のハーバーランド）に設けられる。
- 1887年 - 日の出ソース（現・阪神ソース）が日本初のウスターソースを製造。
- 1888年 - 山陽鉄道（現・JR西日本）山陽本線、兵庫駅-明石駅間開通。
- 1889年 - 市制を施行し神戸市となる。山陽鉄道兵庫駅-神戸駅間開通、官設鉄道と接続する。旧ハンター住宅が現外国人倶楽部の位置に建設。
- 1890年 - 和田岬線開業。
- 1892年 - 神戸港の港域拡張により兵庫港が神戸港の一部となる。
- 1893年 - 官設鉄道神戸工場で日本初の蒸気機関車が製造される。
- 1896年 - 日本初の映画（活動写真）が公開される。
- 1897年 - 和田岬に日本初の水族館、「和楽園水族館」が開業。
- 1899年 - 神戸外国人居留地が返還される（7月16日）。兵庫運河竣工（12月）。
- 1900年 - 日本初のダムである布引五本松ダムが完成。日本で7番目の近代水道として給水が開始される。
- 1901年 - 湊川の付け替えが行われる。
- 1903年 - A.H.グルームにより、六甲山に日本初のゴルフ場「神戸ゴルフ倶楽部」が開場。
- 1905年 - 初の都市間電気鉄道（インターアーバン）として阪神電気鉄道が神戸（三宮駅）- 大阪（出入橋駅）間で開業。阪神間モダニズムの時代（ - 1940年）。旧トーマス邸（風見鶏の館）完成。湊川の旧河道に新開地造成。
- 1907年5月24日 - 市章を制定する[13]。
- 1908年 - トアホテル開業。ブラジル移民第一船「笠戸丸」が出港。二楽荘が竣工。
- 1910年 - 神戸電気鉄道によって兵庫と神戸の両市街地を結ぶ路面電車が開業（神戸電気鉄道は1917年8月に市営に移管され、神戸市電となる）[14]。
- 1912年 - 市立図書館が開館。聚楽館が完成。
- 1914年 - 須磨の大谷光瑞の別荘を宮内省が買い上げ、皇室の離宮、武庫離宮（現・須磨離宮公園）が設けられる。
- 1917年 - 神戸市を中心に天然痘が流行。患者5121人、死者935人[15]。
- 1917年 - 国鉄 (JR) 灘駅開業。
- 1920年 - 阪神急行電鉄神戸本線、大阪（十三駅）- 神戸（上筒井駅）間開業。
- 1921年4月12日 - 日本初の市民による生活協同組合「神戸購買組合」（現・生活協同組合コープこうべ）創設。
- 1922年（大正2年） - 神戸ポートターミナル完成。
- 1923年 - 神戸港が国の重要港湾に認定。オリエンタルホテルで日本初のパーマネントウェーブが流行する。日本で初めてのジャズバンド（ラッフィング・スター・ジャズバンド）が神戸で旗揚げされた。
- 1925年 - 深江文化村の完成。神戸タワー（高さ90m）が湊川公園内に竣工。摩耶ケーブル線開業。
- 1927年（昭和2年） - 鈴木商店が倒産。
- 1928年 - 神戸有馬電気鉄道の湊川駅 - 有馬温泉駅間が開通する。諏訪山動物園が開園。
- 1929年 - 六甲山ホテル開業。西郷町、西灘村、六甲村を編入合併。
- 1931年 - 神戸水道が完成。千苅ダムと奥平野浄水場が送水管で結ばれる。六甲登山架空索道開業。
- 1932年 - 六甲摩耶鉄道六甲ケーブル線が開業。
- 1933年 - 阪神電気鉄道、岩屋駅 - 三宮駅間を地下線に切り替え。（神戸市内初の地下鉄道に）。御影公会堂完成。
- 1934年 - 六甲オリエンタルホテル開業。国鉄 (JR) 六甲道駅開業
- 1935年 - 日本初のイスラム教モスク、神戸モスクが完成。国鉄 (JR) 摂津本山駅開業。
- 1935年8月10日 - 集中豪雨により兵庫区南部一帯から新開地にかけて浸水。浸水家屋2000戸以上[16]。

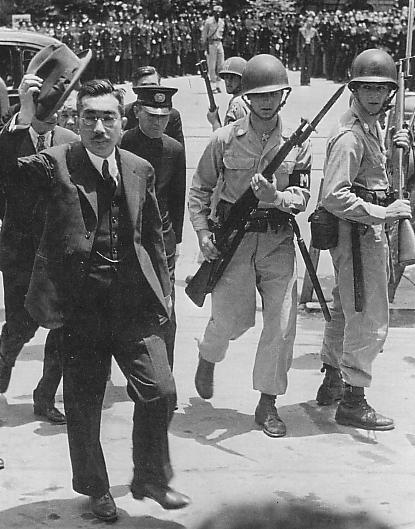
神戸市に行幸する昭和天皇（1947年）

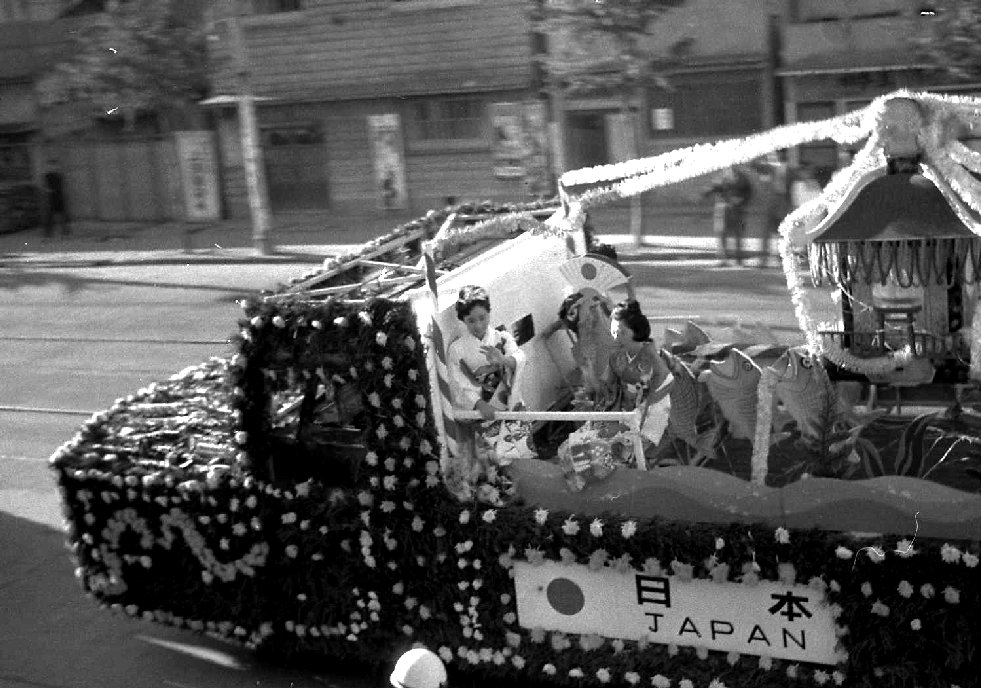
港祭りの様子（湊川公園前）1963年ごろ

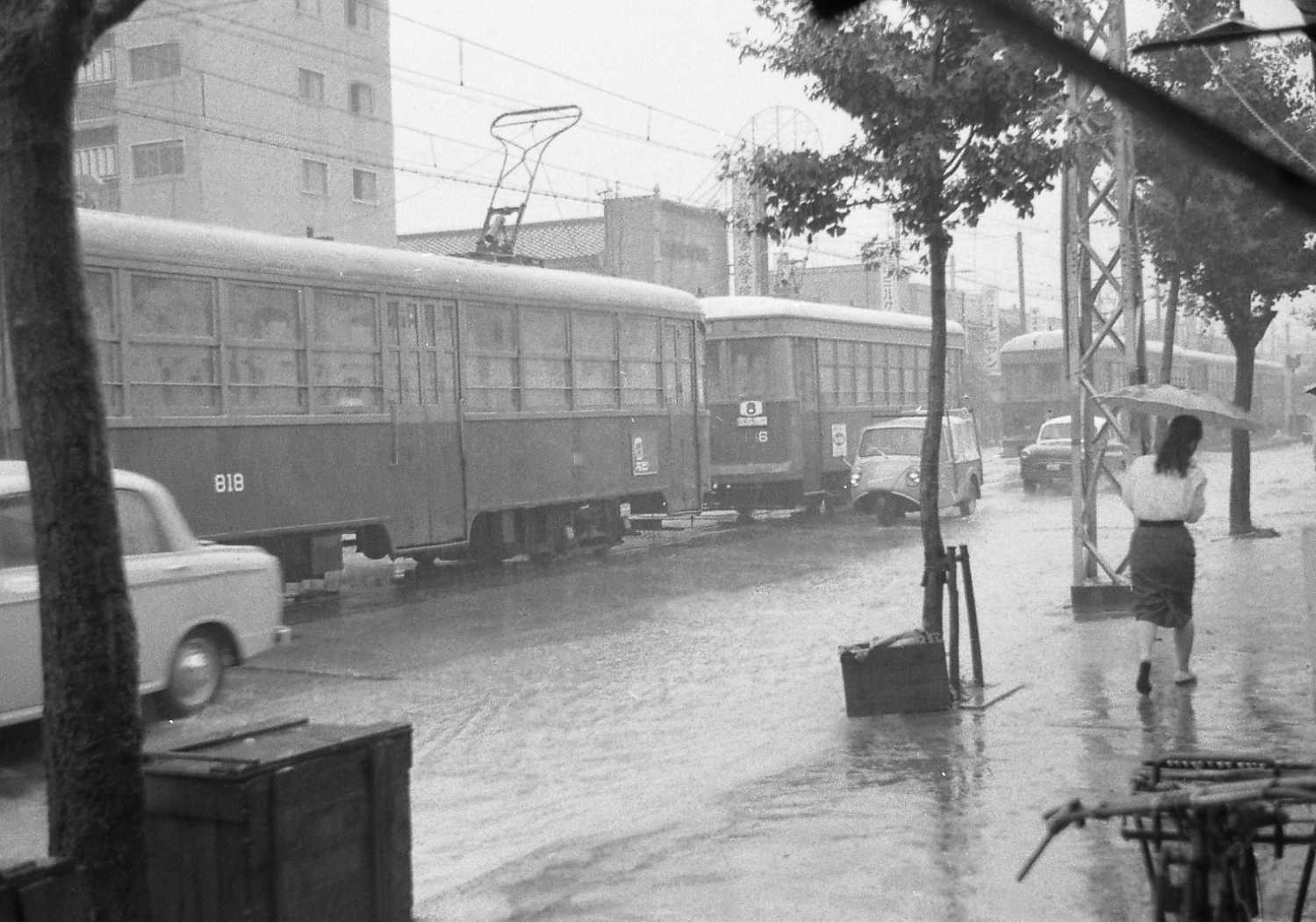
神戸市電（1960年代）。1910年開業、1971年に全廃。

- 1936年 - 神戸モロゾフ製菓（現・モロゾフ）が英字新聞にバレンタインデーの広告を掲載する（バレンタインデーの起源）
- 1937年 - 神戸市電の労働争議が激化。7月26日から約400人の職員がストライキに入り、しばらくの間、市電のダイヤが乱れた[17]。
- 1938年 - 阪神大水害が発生。神戸市歌（初代）を制定。
- 1939年 - 東京市・大阪市・名古屋市に次いで人口が100万人を突破する。
- 1942年 - 味噌と醤油、衣料品の配給制度が始まる。県内では神戸市のほか人口の多い7市で同時に開始[18]。
- 1945年 - 神戸大空襲。
- 1950年 - 日本貿易産業博覧会（神戸博）が開催される。御影町、魚崎町、住吉村、本庄村、本山村を編入合併。
- 1951年 - 神戸市立王子動物園が開園。神戸市立南蛮美術館（神戸市立博物館の前身。現在の神戸市文書館の場所）が開館。神戸市歌（現行、2代目）を制定。
- 1951年 - 12月に中日本重工業造船所で集団赤痢が発生。関係者277人が感染したほか、1000人以上が疑似感染した[19]。
- 1955年 - 明石市で神戸市との合併の是非を住民投票し反対多数で不成立となる（昭和の大合併）。奥摩耶ロープウェイ（現・摩耶ロープウェイ）開業。
- 1956年 - 政令指定都市に移行。六甲山一帯が瀬戸内海国立公園の区域に指定される。
- 1957年 - 神戸市役所が湊川から現在地に移転。須磨海浜水族園開園。
- 1960年 - 鶴甲団地造成。
- 1962年 - 夏場以降に記録的な少雨。9月24日から夜間断水が実施された[20]。
- 1963年 - 神戸ポートタワー完成。
- 1964年 - ポートアイランド構想発表。
- 1965年 - さんちかタウン開業。
- 1966年 - 阪神高速道路が開通。ポートアイランド着工。
- 1967年 - 第5回国際港湾協会総会開催。開港100年祭。六甲山トンネルが開通。日本初のコンテナターミナルを備えた摩耶埠頭が完成。
- 1968年 - 神戸高速鉄道が開通。
- 1969年 - 神戸商工貿易センタービル完成、当時西日本一の高層建築。UCC上島珈琲が世界初の缶コーヒーを発売。
- 1970年 - 神戸商工貿易センタービルで世界貿易センター連合総会開催。兵庫県立近代美術館が開館。神戸大橋の完成。神戸ポートターミナル完成。市旗を制定する[21]。六甲有馬ロープウェー開通
- 1971年 - 神戸市電全線廃止[14]。
- 1972年 - 山陽新幹線（新大阪駅-岡山駅）が開通、新神戸駅が開業。六甲アイランド着工。
- 1973年 - 神戸港のコンテナ取扱個数が世界一となる。
- 1974年 - 阪神国道線廃止
- 1976年 - 新神戸トンネルが開通。
- 1977年 - NHKドラマ「風見鶏」放映により異人館ブームが起こる。神戸市営地下鉄の新長田駅 - 名谷駅間が開通。ハーバーハイウェイ開通。
- 1980年 - 北野町山本通が国の重要伝統的建造物群保存地区として選定される。葺合区と生田区を合併し中央区が誕生。
- 1981年 - ポートアイランド第1期竣工。ポートライナー開通。神戸ポートアイランド博覧会（ポートピア'81）開催。神戸コンベンションコンプレックスの完成。
- 1982年 - 第1回「神戸ジャズストリート」開催。
- 1984年 - ワールド記念ホール開業。
- 1985年 - ユニバーシアード神戸大会開催。全国都市緑化フェア（グリーンエキスポ'85）開催。市内で後天性免疫不全症候群の患者が初めて確認[22]。
- 1987年 - メリケンパーク完成。神戸海洋博物館開業。ルミナス神戸就航。
- 1988年 - グリーンエキスポ跡地に神戸総合運動公園野球場が完成。北神急行電鉄が開通。六甲アイランド竣工。
- 1990年（平成2年） - 六甲ライナー（住吉駅-マリンパーク駅）が開通。第1回神戸ファッションフェスティバルの開催。シティループバス運行開始。
- 1991年 - 布引ハーブ園が開園。
- 1992年 - ハーバーランド街開き。神戸阪急（2代目）、神戸西武開店。
- 1993年 - フルーツ・フラワーパークが開園。パンパシフィック水泳選手権開催。アーバンリゾートフェアKOBE'93開催。ハーバーハイウェイが開通。神戸クリスタルタワー完成。
- 1994年 - 神戸西武閉店。

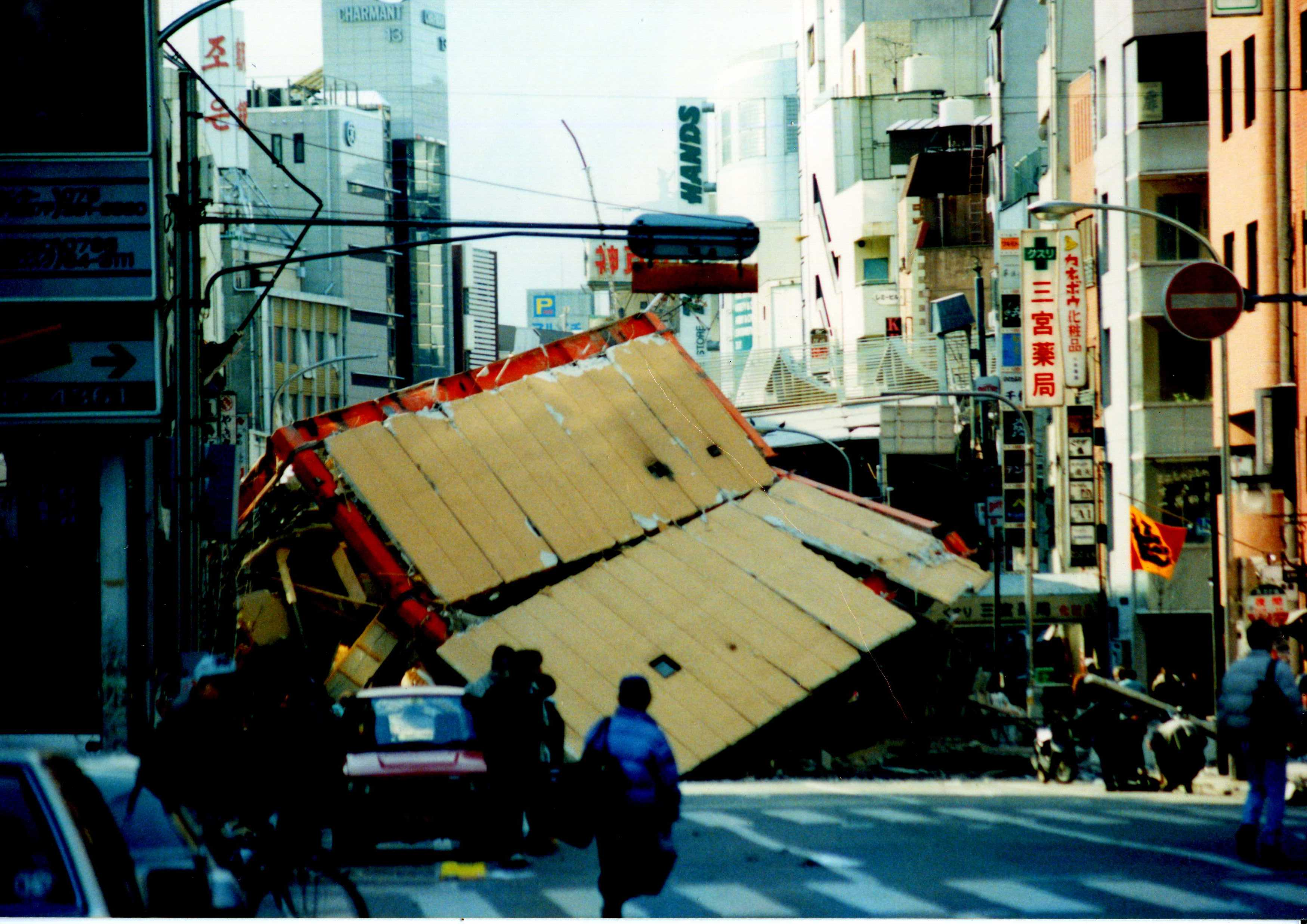
1995年、阪神・淡路大震災が発生

- 1995年 - 阪神・淡路大震災が発生。第1回神戸ルミナリエ開催。
- 1996年 - JR甲南山手駅開業
- 1997年 - 神戸港復興宣言がなされる。ポートアイランドに日本一長いムービングウォークの供用開始。
- 1998年 - HAT神戸街開き。明石海峡大橋が完成する。阪神・淡路震災復興チャリティとして1000人のチェロ・コンサート開催。
- 1999年 - 神戸港港島トンネル開通。
- 2000年 - 王子動物園でジャイアントパンダの日中共同研究飼育開始。
- 2001年 - 市営地下鉄海岸線（新長田駅-三宮・花時計前駅)開業。神戸21世紀復興記念事業「神戸からありがとう」開催。クロリモットKOBE開催。御崎公園球技場（神戸ウイングスタジアム）オープン。
- 2002年 - 御崎公園球技場で2002 FIFAワールドカップ開催。第1回神戸コレクション開催。
- 2003年 - 六甲ガーデンテラスリニューアルオープン。楠・荒田町遺跡が発見された。JR貨物神戸臨港線、神戸港駅廃止、神戸貨物ターミナル駅に移転。
- 2004年 - 神戸港がスーパー中枢港湾に指定された。
- 2005年 - 国連防災世界会議開催。ポートアイランド第2期竣工。
- 2006年 - 神戸空港が開港、日本航空、全日本空輸、スカイマークが就航開始。ポートライナー（市民広場駅-神戸空港駅)延伸開業。神戸-関空ベイシャトル就航。のじぎく兵庫国体・兵庫大会の開催。ミント神戸開業。カワサキワールド開業。
- 2007年 - 第9回世界華商大会開催（日本初、9月15-17日）。第1回神戸ビエンナーレ開催。フォーブスの「世界でもっとも綺麗な都市トップ25」で25位に選ばれる。ポートアイランド西公園（ポーアイしおさい公園）開業。
- 2008年 - 世界観光機関大都市観光国際会議開催。G8環境相会合開催。ユネスコのデザイン都市に認定。JR須磨海浜公園駅開業。神戸空港に天草エアラインが新規就航。
- 2009年 - 阪神なんば線の開通により近鉄列車の乗り入れ開始。国内初の新型インフルエンザ感染者が確認される。神戸スウィング・オブ・ライツ開催。鉄人28号実物大モニュメント完成。神戸空港から日本航空が撤退。
- 2010年 - 次世代スーパーコンピュータ「京」運用開始。阪神港が神戸国際戦略港湾に選定される。神戸空港から天草エアラインが撤退。
- 2011年 - 第1回神戸マラソン開催。第1回神戸イルミナージュ開催。
- 2012年 - ポートアイランドにスーパーコンピュータ「京」開業。KOBE de 清盛 2012開幕。神戸阪急（2代目）閉店。
- 2013年 - 神戸ハーバーランドにumie・神戸アンパンマンこどもミュージアム&モールが開業。神戸空港にソラシドエア、AIR DOが新規就航。
- 2016年 - JR摩耶駅開業。G7世界保健大臣会合開催。
- 2017年 - 神戸港開港150年記念事業開催。メリケンパークリニューアル。
- 2019年（令和元年） - 御崎公園球技場がラグビーワールドカップ2019会場となる。神戸空港にフジドリームエアラインズが新規就航。そごう神戸店が神戸阪急（3代目）に店名変更。
- 2020年 - 北神急行電鉄が神戸市営地下鉄北神線として市営化。そごう西神店閉店。
- 2021年 - 神戸三宮阪急ビル開業。スーパーコンピュータ「富岳」が本格運用を開始。
- 2024年 - 神戸須磨シーワールド開業。
- 2025年 - ジーライオンアリーナ神戸を含むTOTTEIが開業。神戸空港第2ターミナルビル開業、併せて国際チャーター便が就航開始。

## 政治

### 市章・市歌
市章山の電飾や市庁舎1号館で知られる市章は、歴史的仮名遣である「かうべ」の片仮名「カウベ」の「カ」をデザインして1907年5月24日に制定された。扇港と呼ばれた旧兵庫港（大輪田泊）と旧神戸港の2つの港の形と、港湾に因む錨のイメージも持たせてあるといわれる。市旗は緑地に市章を白く染め抜いたものが使われている。市章の造形はCHANELのロゴの下1/3を短縮したものに近い。
現在の市歌は、1951年（昭和26年）に制定された2代目のものである。
- 作詞: 木村靖弘（神戸市補訂） 作曲: 信時潔

作曲者の信時潔は2代目市歌制定の4年前に「兵庫県民歌」を作曲している。

### 歴代市長
官選区長

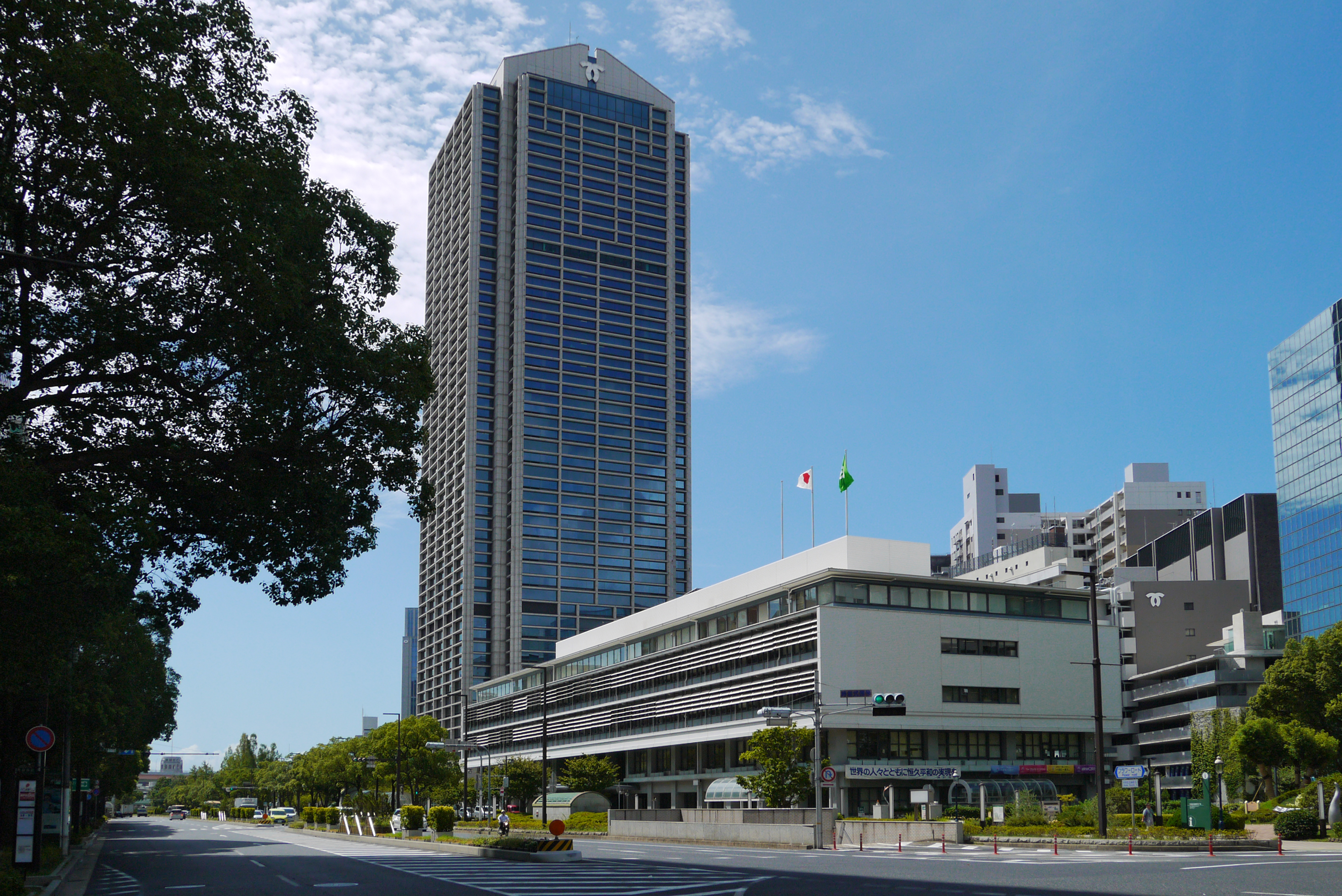
神戸市役所　全景

- 初代 武井正平（1879年1月8日 - 1880年）
- 2代 村野山人（1880年7月 - 1885年6月）
- 3代 渡辺弘（1885年6月 - 1887年11月）
- 4代 鳴瀧幸恭（1887年11月 - 1889年4月）

官選市長
- 初代 鳴瀧幸恭（1889年5月21日 - 1901年5月20日）
- 2代 坪野平太郎（1901年5月27日 - 1905年3月17日）
- 3代 水上浩躬（1905年9月27日 - 1909年7月23日）
- 4代 鹿嶋房次郎（1910年2月28日 - 1920年3月12日）
- 5代 櫻井鐵太郎（1920年10月18日 - 1922年5月27日）
- 6代 石橋為之助（1922年12月22日 - 1925年6月3日）
- 7代 黒瀬弘志（1925年8月17日 - 1933年8月16日）
- 8代 勝田銀次郎（1933年12月21日 - 1941年12月20日）
- 9代 野田文一郎（1942年1月8日 - 1945年7月20日）
- 10代 中井一夫（1945年8月11日 - 1947年2月28日）

公選市長
- 11代 小寺謙吉（1947年4月7日 - 1949年9月27日）
- 12代 原口忠次郎（1949年11月25日 - 1969年11月19日）
- 13代 宮崎辰雄（1969年11月20日 - 1989年11月19日）
- 14代 笹山幸俊（1989年11月20日 - 2001年11月19日）
- 15代 矢田立郎（2001年11月20日 - 2013年11月19日）
- 16代 久元喜造（2013年11月20日 - 現在）

### 行政区
1. 西区
2. 北区
3. 垂水区
4. 須磨区
5. 長田区
6. 兵庫区
7. 中央区
8. 灘区
9. 東灘区

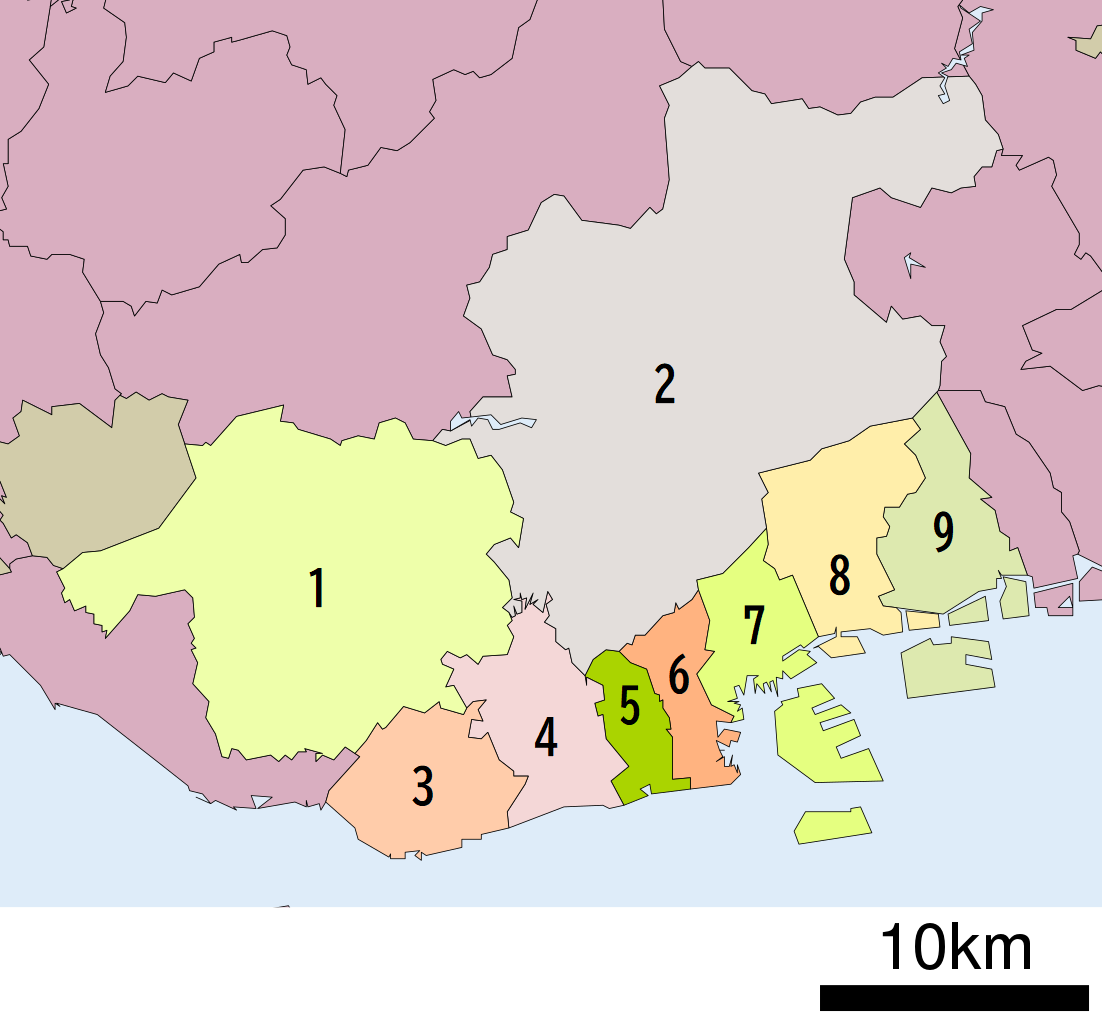
神戸市行政区

神戸市は以下の9区から構成される（括弧内の数字は市議の定数）。
| ←西 各区の位置関係 東→ | ←西 各区の位置関係 東→ | ←西 各区の位置関係 東→ | ←西 各区の位置関係 東→ | ←西 各区の位置関係 東→ | ←西 各区の位置関係 東→ | ←西 各区の位置関係 東→ | ←西 各区の位置関係 東→ | ←西 各区の位置関係 東→ |           |
| ---------------------- | ---------------------- | ---------------------- | ---------------------- | ---------------------- | ---------------------- | ---------------------- | ---------------------- | ---------------------- | --------- |
| 西区 (11)              | 西区 (11)              | 西区 (11)              | 北区 (10)              | 北区 (10)              | 北区 (10)              | 北区 (10)              | 北区 (10)              | 北区 (10)              | 北区 (10) |
| （明石市）             | 垂水区 (10)            | 須磨区 (8)             | 須磨区 (8)             | 長田区 (5)             | 兵庫区 (5)             | 中央区 (5)             | 灘区 (6)               | 東灘区 (9)             |           |

|   | コード  | 区名   | 人口 （人） | 面積 (km²) | 人口密度 （人/km²） |
| 9 | 28101-8 | 東灘区 | 210,068     | 34.03      | 6,173.02            |
| 8 | 28102-6 | 灘区   | 135,826     | 32.65      | 4,160.06            |
| 6 | 28105-1 | 兵庫区 | 110,921     | 14.64      | 7,576.57            |
| 5 | 28106-9 | 長田区 | 92,176      | 11.34      | 8,128.4             |
| 4 | 28107-7 | 須磨区 | 152,245     | 28.93      | 5,262.53            |
| 3 | 28108-5 | 垂水区 | 204,990     | 28.07      | 7,302.81            |
| 2 | 28109-3 | 北区   | 202,211     | 240.29     | 841.53              |
| 7 | 28110-7 | 中央区 | 150,746     | 28.98      | 5,201.73            |
| 1 | 28111-5 | 西区   | 228,084     | 138.01     | 1,652.66            |

### 行政区域の変遷
- 1868年12月14日（明治元年11月1日） - 八部郡神戸村・二ツ茶屋村・走水村が合併して神戸町となる。
- 明治5年（1872年） - 八部郡神戸町が生田宮村・中宮村・花熊村・北野村・宇治野村を編入。
- 1879年（明治12年）1月8日 - 郡区町村編制法の兵庫県での施行により、八部郡神戸町・兵庫津・坂本村の区域をもって神戸区が発足。
- 1889年（明治22年）4月1日 - 市制の施行により、神戸区・八部郡荒田村・菟原郡葺合村の区域をもって神戸市が発足。
- 1896年（明治29年）4月1日 - 八部郡湊村・林田村および須磨村の一部（大字池田）を編入。八部郡と菟原郡を武庫郡に統廃合。
- 1920年（大正9年）4月1日 - 武庫郡須磨町を編入。
- 1929年（昭和4年）4月1日 - 武庫郡西郷町・西灘村・六甲村を編入。
- 1931年（昭和6年）9月1日 - 区制を施行。旧葺合村の区域に葺合区、旧神戸町の区域に神戸区、旧坂本村・旧荒田村および旧兵庫津のうち湊川（旧河道）以東の区域に湊東区、旧兵庫津のうち湊川（旧河道）以西の区域に湊西区、旧湊村の区域に湊区、旧林田村および旧須磨村大字池田の区域に林田区、旧須磨町の区域に須磨区、旧西郷町・西灘村・六甲村の区域に灘区の8区を設置[注釈 1]。
- 1933年（昭和8年）1月1日 - 湊西区が兵庫区に改称。
- 1941年（昭和16年）7月11日 - 明石郡垂水町を編入。須磨区の一部となる。
- 1945年（昭和20年）5月1日 - 区を再編。神戸区・湊東区・湊区・林田区を廃止し、神戸区および湊東区の東部の区域に生田区、林田区の兵庫運河以西（常盤町・千歳町・大池町一 - 四丁目を除く）および須磨区大字西代の区域に長田区を新設。兵庫区が湊区および湊東区の西部・林田区の兵庫運河以東を、須磨区が林田区の一部（常盤町・千歳町・大池町一 - 四丁目）をそれぞれ編入。
- 1946年（昭和21年）11月1日 - 須磨区の一部（旧垂水町）の区域をもって垂水区を設置。
- 1947年（昭和22年）3月1日 - 武庫郡山田村・有馬郡有馬町・有野村・明石郡伊川谷村・玉津村・櫨谷村・平野村・押部谷村・神出村・岩岡村を編入。武庫郡・有馬郡域が兵庫区、明石郡域が垂水区の各一部となる。
- 1950年（昭和25年）
  - 4月1日 - 武庫郡御影町・住吉村・魚崎町を編入。同区域に東灘区を設置。
  - 10月10日 - 武庫郡本庄村・本山村を編入。東灘区の一部となる。
- 1951年（昭和26年）7月1日 - 有馬郡八多村・道場村・大沢村を編入。兵庫区の一部となる。
- 1955年（昭和30年）10月15日 - 有馬郡長尾村を編入。兵庫区の一部となる。
- 1956年（昭和31年）9月1日 - 政令指定都市に移行。
- 1958年（昭和33年）2月1日 - 美嚢郡淡河村を編入。兵庫区の一部となる。
- 1973年（昭和48年）8月1日 - 兵庫区の一部（旧有馬郡・旧美嚢郡域および旧山田村）の区域をもって北区を設置。
- 1980年（昭和55年）12月1日 - 生田区・葺合区の合区により中央区を設置。
- 1982年（昭和57年）8月1日 - 垂水区の一部（1947年編入）の区域に西区を設置。
- 2019年（平成31年）4月1日 - 北区役所の下部組織であった北神支所を同等の権限を持つ北神区役所に格上げし、区役所が2ヵ所となる。

## 議会

### 兵庫県議会（神戸市選出）
- 定数：23名
- 任期：2023年（令和5年）4月30日〜2027年（令和9年）4月29日
- 出典：[23]

| 選挙区 | 氏名       | 会派名           | 党派名       | 当選回数 |
| ------ | ---------- | ---------------- | ------------ | -------- |
| 東灘区 | 赤石理生   | 維新の会         | 日本維新の会 | 1        |
| 東灘区 | 前田朋己   | ひょうご県民連合 | 無所属       | 1        |
| 東灘区 | 長瀬猛     | 自由民主党       | 自由民主党   | 2        |
| 灘区   | 北浜みどり | 自由民主党       | 自由民主党   | 4        |
| 灘区   | 白井孝明   | 維新の会         | 日本維新の会 | 1        |
| 中央区 | 北村智     | 維新の会         | 日本維新の会 | 1        |
| 中央区 | 伊藤栄介   | 自由民主党       | 自由民主党   | 1        |
| 兵庫区 | 長崎寛親   | 維新の会         | 日本維新の会 | 1        |
| 兵庫区 | 菅雄史     | 公明党           | 公明党       | 1        |
| 北区   | 中村大輔   | 維新の会         | 日本維新の会 | 1        |
| 北区   | 奥谷謙一   | 自由民主党       | 自由民主党   | 3        |
| 北区   | 大塚公彦   | 公明党           | 公明党       | 1        |
| 長田区 | 越田浩矢   | 公明党           | 公明党       | 4        |
| 長田区 | 仲井隆晃   | 維新の会         | 日本維新の会 | 1        |
| 須磨区 | 住本陽子   | 維新の会         | 日本維新の会 | 1        |
| 須磨区 | 島山清史   | 公明党           | 公明党       | 4        |
| 須磨区 | 伊藤傑     | 自由民主党       | 自由民主党   | 4        |
| 垂水区 | 大矢卓志   | 維新の会         | 日本維新の会 | 1        |
| 垂水区 | 黒田一美   | ひょうご県民連合 | 立憲民主党   | 7        |
| 垂水区 | 吉岡健     | 自由民主党       | 自由民主党   | 3        |
| 西区   | 高橋充広   | 維新の会         | 日本維新の会 | 3        |
| 西区   | 谷口俊介   | 自由民主党       | 自由民主党   | 4        |
| 西区   | 石井秀武   | 自由民主党       | 無所属       | 6        |

### 衆議院
- 任期：2021年（令和3年）10月31日 - 2025年（令和7年）10月30日（「第49回衆議院議員総選挙」参照）

| 選挙区                              | 議員名     | 党派名       | 当選回数 | 備考     |
| ----------------------------------- | ---------- | ------------ | -------- | -------- |
| 兵庫県第1区（東灘区、灘区、中央区） | 井坂信彦   | 立憲民主党   | 3        | 選挙区   |
| 兵庫県第1区（東灘区、灘区、中央区） | 盛山正仁   | 自由民主党   | 5        | 比例復活 |
| 兵庫県第1区（東灘区、灘区、中央区） | 一谷勇一郎 | 日本維新の会 | 1        | 比例復活 |
| 兵庫県第2区（兵庫区、長田区、北区） | 赤羽一嘉   | 公明党       | 9        | 選挙区   |
| 兵庫県第3区（須磨区、垂水区）       | 関芳弘     | 自由民主党   | 5        | 選挙区   |
| 兵庫県第3区（須磨区、垂水区）       | 和田有一朗 | 日本維新の会 | 1        | 比例復活 |
| 兵庫県第4区（西区他）               | 藤井比早之 | 自由民主党   | 4        | 選挙区   |
| 兵庫県第4区（西区他）               | 赤木正幸   | 日本維新の会 | 1        | 比例復活 |

## 主な機関

### 行政
- 総務省
  - 神戸行政評価事務所
- 法務省
  - 神戸地方法務局
  - 神戸地方検察庁
  - 大阪出入国在留管理局神戸支局
- 財務省
  - 神戸財務事務所
  - 神戸税関
  - 灘税務署、兵庫税務署、長田税務署、須磨税務署、神戸税務署
- 外務省
  - JICA関西
- 厚生労働省
  - 神戸検疫所
  - 兵庫労働局
    - 神戸東労働基準監督署、神戸西労働基準監督署
    - 神戸公共職業安定所、灘公共職業安定所
- 農林水産省
  - 動物検疫所神戸支所
  - 神戸植物防疫所
  - 神戸森林事務所
  - 神戸治山事業所
  - 瀬戸内海漁業調整事務所
- 国土交通省
  - 近畿地方整備局港湾空港部、神戸港湾事務所、兵庫国道事務所、六甲砂防事務所、国営明石海峡公園事務所
  - 神戸運輸監理部本庁舎（海事部門）、魚崎庁舎（兵庫陸運部）
  - 神戸航空交通管制部、大阪航空局神戸航空衛星センター
  - 第五管区海上保安本部
    - 神戸海上保安部

  - 神戸地方気象台
  - 神戸空港航空気象観測所
- 環境省
  - 神戸自然保護官事務所
- 防衛省
  - 自衛隊兵庫地方協力本部
    - 神戸出張所、西神戸募集案内所、北神戸募集案内所

  - 海上自衛隊阪神基地隊
- 日本年金機構
  - 兵庫事務センター

### 司法
- 神戸地方裁判所
- 神戸家庭裁判所

### 国際連合機関
- アジア防災センター
- 国際連合地域開発センター防災計画兵庫事務所
- 国際防災復興協力機構
  - 国際協力機構兵庫国際センター
- 国際連合国際防災戦略事務局
- 国際連合人道問題調整事務所
  - リリーフウェブ神戸
- 世界保健機関健康開発総合研究センター

### 総領事館
- 在神戸パナマ共和国総領事館
- 在神戸大韓民国総領事館

### 名誉総領事館
- 在神戸コスタリカ共和国名誉総領事館
- 在神戸ノルウェー王国名誉総領事館

- 在神戸バングラデシュ人民共和国名誉総領事館

### 名誉領事館
- 在神戸イスラエル国名誉領事館
- 在神戸サンマリノ共和国名誉領事館
- 在神戸スウェーデン名誉領事館

- 在神戸ポーランド共和国名誉領事館
- 在神戸ポルトガル名誉領事館
- 在神戸ミャンマー連邦名誉領事館

## 産業・経済

### 主要な生産品
- 神戸ビーフ
- 鉄道車両
- 造船
- 鉄鋼
- 機械
- 真珠加工[24]
- アパレル・ファッション
- ケミカルシューズ・ゴムおよびゴム靴
- 医薬品・医療機器
- 洋菓子
- 酒造
- 海苔

### 神戸市に本社・本店を置く企業など
ネスレ日本やP&Gジャパン、日本イーライリリーの事務所所在地であり、首都圏以外の都市の中では外資系企業の日本支社が比較的多い。一方で、企業合併（例:神戸銀行→三井住友銀行、ダイエー→イオングループ）や、地元の有力企業である川崎重工・神戸製鋼・住友ゴム工業・ワールド・兼松などが神戸と東京の2本社体制を採用しており、東京一極集中の影響で大阪市とともに本社機能が東京へ流出している。なお、三菱電機は三菱造船電機製作所（現在の三菱重工業の神戸造船所）から派生して分離独立したため、当市発祥の企業である（現在の本社所在地は東京・丸の内）。また、2025年8月にダイエーは本社を神戸に一本化した。
- 楽天ヴィッセル神戸/サッカークラブの運営
- 川崎重工業/造船・鉄道車両・航空機・二輪車などの製造（東1）
- 川崎汽船/海運（東1）
- 神戸製鋼所/鉄鋼・アルミ・機械（東1）
- 神鋼環境ソリューション/機械（東2）
- 神鋼物流/物流
- シマブンコーポレーション/鉄鋼
- 住友ゴム工業/タイヤ《ダンロップ》（東1）
- 三ツ星ベルト/ゴム製品（東1）
- バンドー化学/ゴム製品（東1）
- ニチリン/ゴム製品（東2）
- アシックス/スポーツ用品（東1）
- ノーリツ/浴槽・給湯器・お湯周り品（東1）
- 石原ケミカル/化学薬品（東1）
- ケミプロ化成/化学薬品
- MORESCO/化学品（東1）
- トーカロ/溶射（東1）
- ボルトエンジニア/ボルト
- 日本プララド/ボルト
- ノザワ/建築材料（東2）
- イデア/試作モデル製作[25]
- タカヤマ（神戸市）/工業用ゴム[26]
- 寄神建設/建設
- ひまわりライフ/エクステリア・造園[27]
- アサヒホールディングス/貴金属
- 神栄/総合商社（東1）
- 兼松/総合商社（東1）
- TOA/音響機器・セキュリティ機器（東1）
- デンソーテン/カーナビゲーション《ECLIPSE》・カーオーディオ
- DXアンテナ/アンテナ・テレビ受信システム
- グラスバレー（企業）/ビデオ・コンピュータ周辺機器 (JQ)
- 篠田プラズマ/薄型ディスプレー
- アルストムジャパン/発電設備
- シスメックス/医療機器（東1）
- 深江化成株式会社/理化学実験機器[28]
- ニックス株式会社 コンサルティング投資会社[29]
- ビオフェルミン製薬/医薬品
- 日本イーライリリー/医薬品
- 加美乃素本舗/医薬品
- カルナバイオサイエンス/医薬品
- 常盤薬品工業/医薬品
- オフテクス/コンタクトレンズケア用品
- カワムラサイクル/介護用品
- 神戸メディケア/医療機器、化粧品、健康美容機器
- プロクター・アンド・ギャンブル・ジャパン (P&G)/洗剤・ヘアケア・トイレケア[30]
- P&Gマックスファクター/化粧品
- ノエビアホールディングス/化粧品（東1）
- ナカムラ/マッチ
- 日本毛織/衣料繊維（東1）
- ワールド/アパレル（東1）
- ジャヴァグループ/アパレル
- ダリオン/アパレル - 大手グループ向けのODM、OEMや店舗運営 (Lei Puckish、A・La・Marcia、Bibbia Soldi)[31]
- イズム/アパレル
- ザ・リアル・マッコイズ/ファッション
- アオイ/ファッション[32]
- イング/ファッション
- ファミリア/子供服
- F・O・インターナショナル/子供服
- キムラタン/ベビー服・子供服（東1）
- シャルレ/女性用下着（東2）
- プリシラ/ウィッグ
- テンピュール・ジャパン/寝具
- バス・コーポレーション/靴
- ヒラキ/靴（東2）
- TASAKI/真珠加工
- 大月真珠/真珠加工[33]
- タカハシパール/真珠加工[33]
- 今啓パール/真珠加工[33]
- 奥田真珠貿易/真珠[33]
- 倉本真珠/真珠[33]
- コインパレス（アンティークコイン）
- ブックローン/玩具
- 尾道造船/造船
- 阪神内燃機工業/船舶機関（東2）
- ケイラインローローバルクシップマネージメント/海運
- 明海グループ/海運（東1）
- 加藤汽船/フェリー
- ジャンボフェリー/フェリー
- フェリーさんふらわあ/フェリー
- チャイナエクスプレスライン/国際フェリー
- 神戸クルーザー/レストラン船
- ルミナスクルーズ/レストラン船
- 神戸ベイクルーズ/遊覧船
- 神戸リゾートライン/遊覧船
- 神戸シーバス/遊覧船
- 海上アクセス/旅客船
- スウィフト・エックスアイ株式会社,航空宇宙工学サービス
- デット・ノルスケ・ベリタス日本/船級・認証サービス
- ジャパンエキスプレス/運送
- 上組/港湾運送・倉庫業（東1）
- 川西倉庫/倉庫業（東1）
- 兵機海運/倉庫業（東2）
- 兵食/倉庫業
- トレーディア/倉庫業（東2）
- 本州四国連絡高速道路/高速道路管理運営
- JBハイウェイサービス/サービスエリア・パーキングエリアの運営
- 神戸電鉄/鉄道（東1）
- 山陽電気鉄道/鉄道（東1）
- 神戸高速鉄道/鉄道
- 神戸新交通/鉄道
- 六甲摩耶鉄道/ケーブルカー・バス
- 山陽バス/バス
- みなと観光バス/バス
- 神戸フェリーバス/バス
- 神姫ゾーンバス/バス
- 神戸交通振興/バス
- 本四海峡バス/バス
- 近畿タクシー/観光タクシー
- サンテレビジョン/テレビ放送局
- ラジオ関西/ラジオ放送局
- 兵庫エフエム放送/ラジオ放送局 (Kiss FM-KOBE)
- 神戸新聞社/新聞・スポーツ新聞（デイリースポーツ[34]）
- みなと銀行/銀行
- インター /貸金業（東2）
- 和田興産/不動産 (JQ)
- アーバンライフ/不動産
- ヤマト住建/住宅建設
- ビューロベリタスジャパン/建築認証
- さくらケーシーエス/コンピュータシステム（東2）
- ドーン/ソフトウェア (HC)
- 神戸デジタル・ラボ/ソフトウェア・セキュリティ
- アイ・ピー・エス（大阪府）/ソフトウェア
- ダイエー/スーパーマーケット
- トーホー/スーパーマーケット（東1）
- マルハチ/スーパーマーケット
- G-7ホールディングス/カー用品・スーパーマーケット（東1）
- コープこうべ/消費生活協同組合・スーパーマーケット
- フェリシモ/カタログ通信販売（東1）
- マキシム/婦人服通信販売<神戸レタス>
- JFRオンライン/通信販売<大丸松坂屋Dmail.jp>
- ポートピアホテル/ホテル
- エイチ・ワイ・ホスピタリティ・エンタープライズ（神戸北野ホテル）/ホテル・パン・洋菓子
- TICK-TOCK/美容室チェーン
- キクヤ図書販売/書店<<喜久屋書店>>
- 神陵文庫/医学書専門書店
- 星電社/家電量販店
- 好日山荘/登山用品・アウトドア用品販売
- ジパング/インテリア用品（カーテンDO!）
- チャイナロードジャパン/ラーメン・洋菓子
- フジッコ/昆布・大豆加工など（東1）
- 小倉屋柳本/昆布・煮豆
- 東洋ナッツ食品/ナッツ・ドライフルーツ
- 吉田ピーナツ/ピーナツ菓子[35]
- 伍魚福/珍味・イカナゴ釘煮
- 六甲バター/チーズ・乳製品（東1）
- ケンミン食品/ビーフン・中国茶
- 廣記商行/中華調味料
- オリバーソース/ソース
- 阪神ソース/ソース
- ケンコーマヨネーズ/マヨネーズ・調味料（東1）
- マルカン酢/酢・調味料
- 小林桂/スパイス・ハーブ
- カネテツデリカフーズ/水産加工品
- エム・シーシー食品/調理食品[36]
- マルヤナギ小倉屋/惣菜[37]
- 増田製粉所/製粉
- ニップン商事/小麦粉・砂糖・飼料
- 日和産業/飼料（東2）
- 神明ホールディング/米卸
- 伊藤ハム/ハム・ソーセージ
- ロック・フィールド/惣菜（東1）[38]
- 本家かまどや/弁当
- 菊正宗酒造/酒造
- 白鶴酒造/酒造
- 櫻正宗/酒造
- 剣菱酒造/酒造
- 神戸酒心館/酒造<福寿>
- 沢の鶴/酒造
- 泉酒造/酒造
- 檜垣酒類/酒造[39]
- 高嶋酒類食品/奈良漬
- 黒田食品/奈良漬
- ネスレ日本/コーヒー・パスタ・製菓・ペットフード
- UCC上島珈琲/コーヒー
- ウエシマコーヒーフーズ/コーヒー
- 神戸珈琲/コーヒー
- ハギハラコーヒー/コーヒー
- 神戸紅茶/紅茶
- 神戸ウォーター -「布引の水」[40]
- トーラク/乳製品・洋菓子
- モロゾフ/洋菓子（東1）
- 神戸凮月堂/洋菓子
- 神戸モリーママ/洋菓子
- 本高砂屋/洋菓子・和菓子
- ケーニヒスクローネ/洋菓子
- ユーハイム/洋菓子
- ゴンチャロフ製菓/洋菓子
- エーデルワイス/洋菓子（アンテノール/ヴィタメール・ジャポン）
- フーケ/洋菓子
- ボック（企業）（ボックサン）/洋菓子
- シンケールス（ファクトリーシン）/洋菓子
- コンフェクショナリーコトブキ/洋菓子
- スイートガーデン/洋菓子
- ポトマック（洋菓子店）/洋菓子・レストラン
- むく/ドーナッツ<はらドーナッツ>
- モチクリームジャパン/菓子
- フランツ (Frantz) /洋菓子
- ACアドバンス/洋菓子<マ・クルール>
- ハットトリック/洋菓子<ア・ラ・カンパーニュ>
- 新保哲也アトリエ/洋菓子<エール・エル>・建築
- レーブドュシェフ/洋菓子
- リタティーノ/洋菓子
- 観音屋/洋菓子
- 神戸六甲牧場/洋菓子[41]
- 植垣米菓/米菓
- ドンク/製パン
- イスズベーカリー/パン
- フロインドリーブ/パン
- オイシス/パン・惣菜
- 神戸ベル/パン
- 吉祥/レストラン・神戸牛[42]
- アイクラフト/情報システム
- マキシン/帽子

### 過去に本社・本店のあった企業など
- 太陽神戸銀行（現・三井住友銀行）
- 川崎製鉄（現・JFEスチール）
- カワサキプラントシステムズ（現・川崎重工業）
- カワサキプレシジョンマシナリ（現・川崎重工業）
- ナブコ（現・ナブテスコ）
- 新明和工業
- コナミ（現・コナミグループ）
- リプトンジャパン（現・ユニリーバ）
- 三菱電機 - 三菱重工業神戸造船所から派生
- 三菱電機コントロールソフトウェア/ソフトウェア
- 神戸航空（現・スターフライヤー）
- コナカ
- いかりスーパーマーケット
- 洋菓子のヒロタ
- メディパルホールディングス
- ニッショードラッグ
- リブ・マックス
- ジュンク堂書店（現・丸善ジュンク堂書店）
- ジー・ネットワークス（現・ジー・テイスト）
- 鈴木商店
- コスモポリタン製菓
- エスケー食品
- トリドールホールディングス（ただし事業会社については主に神戸市内に本社が所在）
- ホテルマネージメントインターナショナル
- 北神急行電鉄

### 神戸市を拠点とする企業など
臨海部を中心に阪神工業地帯が広がっており、大規模な工場が多数立地している。
- 川崎重工業兵庫工場・神戸工場・西神工場
- 三菱重工業神戸造船所
- 三菱電機神戸製作所
- 神戸製鋼所神戸線条工場
- 新明和工業甲南工場
- デンソーテン本社工場
- 小松製作所六甲工場
- パナソニック神戸工場
- NEC神戸システムセンター
- コナミホールディングス神戸テクニカルセンター
- コニカミノルタ神戸サイト・西神サイト
- 江崎グリコ神戸工場
- ぼんち神戸工場
- フジッコ神戸工場
- キリンビール神戸工場
- 森永乳業神戸工場
- 雪印メグミルク神戸工場
- ロッテ神戸工場
- ニップン神戸甲南工場
- ナブテスコ神戸工場・甲南工場・西神工場
- 日本トイザらス神戸物流センター
- ヨドバシカメラYAC六甲
- ニトリ関西物流センター
- 神姫バス神戸営業所
- スカイマーク神戸事業所
- 三井住友銀行神戸営業部
- 全労済兵庫県本部

### 研究所
| - WHO健康開発総合研究センター (WKC) - 神戸健康産業開発センター (HI-DEC) - 神戸医療機器開発センター (MEDDEC) - 理化学研究所 - 神戸研究所 | - 情報通信研究機構 - 未来ICT研究センター - 防災科学技術研究所 - 地震防災フロンティア研究センター |

### 放送
| - サンテレビジョン（デジタル放送IDキー3、物理チャンネル26CH） - ラジオ関西（558 kHz、FM補完91.1 MHz） - Kiss-FM KOBE (89.90 MHz) - NHK神戸放送局（FM86.50 MHz、総合テレビデジタル放送IDキー1、物理チャンネル22CH） | - FMわいわい (77.80 MHz) - FMムーブ (76.10 MHz) |

## 姉妹都市・提携都市

### 海外
姉妹都市
- シアトル市（アメリカ合衆国ワシントン州キング郡）
1957年（昭和32年）10月21日 姉妹都市提携
- マルセイユ市（フランス共和国プロヴァンス＝アルプ＝コート・ダジュール地域圏ブーシュ＝デュ＝ローヌ県）
1961年（昭和36年）7月2日 姉妹都市提携
- リオデジャネイロ市（ブラジル連邦共和国リオデジャネイロ州）
1969年（昭和44年）5月19日 姉妹都市提携
- リガ市（ラトビア共和国直轄市）
1974年（昭和49年）6月18日 姉妹都市提携
- ブリスベン市（オーストラリア連邦クイーンズランド州）
1985年（昭和60年）7月16日 姉妹都市提携
- バルセロナ市（スペイン王国カタルーニャ州バルセロナ県）
1993年（平成5年）4月6日 姉妹都市提携
- 仁川市（大韓民国広域市）
2010年（平成22年）4月6日 姉妹都市提携

友好都市
- 天津市（中華人民共和国直轄市）
1973年（昭和48年）6月24日 友好都市提携

親善協力都市
- フィラデルフィア市（アメリカ合衆国ペンシルベニア州フィラデルフィア郡）
1986年（昭和61年）10月17日 親善協力都市提携
- 大邱市（大韓民国広域市）
2010年（平成22年）7月23日 親善協力都市提携

パートナーシップ
- キガリ（ルワンダ共和国キガリ州）
2016年（平成28年）5月 - ICTパートナーシップ協定締結[43][44]

提携都市
- ファイサラーバード（パキスタン・イスラム共和国パンジャーブ州ファイサラーバード県（英語版））
2000年（平成12年）友好交流都市提携

### 姉妹港・友好港
姉妹港
 ロッテルダム港（オランダ王国）- 1967年提携
 シアトル港（アメリカ合衆国）- 1967年提携
友好港
 天津港（中華人民共和国）- 1980年提携

## 地域

### 人口
| |                                        |  |
| 神戸市と全国の年齢別人口分布（2005年） | 神戸市の年齢・男女別人口分布（2005年） |  |
| ■紫色 ― 神戸市 ■緑色 ― 日本全国 | ■青色 ― 男性 ■赤色 ― 女性              |  |
| 神戸市（に相当する地域）の人口の推移 \| 1970年（昭和45年） \| 1,288,930人 \| \| \| 1975年（昭和50年） \| 1,360,605人 \| \| \| 1980年（昭和55年） \| 1,367,390人 \| \| \| 1985年（昭和60年） \| 1,410,834人 \| \| \| 1990年（平成2年） \| 1,477,410人 \| \| \| 1995年（平成7年） \| 1,423,792人 \| \| \| 2000年（平成12年） \| 1,493,398人 \| \| \| 2005年（平成17年） \| 1,525,393人 \| \| \| 2010年（平成22年） \| 1,544,200人 \| \| \| 2015年（平成27年） \| 1,537,272人 \| \| \| 2020年（令和2年） \| 1,525,152人 \| \| |                                        |  |
| 総務省統計局 国勢調査より |                                        |  |
| 1970年（昭和45年） | 1,288,930人                            |  |
| 1975年（昭和50年） | 1,360,605人                            |  |
| 1980年（昭和55年） | 1,367,390人                            |  |
| 1985年（昭和60年） | 1,410,834人                            |  |
| 1990年（平成2年） | 1,477,410人                            |  |
| 1995年（平成7年） | 1,423,792人                            |  |
| 2000年（平成12年） | 1,493,398人                            |  |
| 2005年（平成17年） | 1,525,393人                            |  |
| 2010年（平成22年） | 1,544,200人                            |  |
| 2015年（平成27年） | 1,537,272人                            |  |
| 2020年（令和2年） | 1,525,152人                            |  |

神戸市の人口は、国勢調査では1920年の第1回調査で608,644人と全国3位だった。しかし、1921年に名古屋市、1931年に京都市、1939年に横浜市がそれぞれ大規模な市域拡張を実施したこともあって、1940年の第5回調査で967,234人と全国6位になった。前年の1939年には一時的に100万人を超えるも減少に転じ、神戸大空襲後の1945年11月の人口調査で379,166人と激減した。1940年から1945年の人口増減率は原爆が投下された広島市（マイナス60.1%）をも下回るマイナス60.8%であった。
戦災復興と並行して1947年から1958年にかけて大規模な市域拡張が実施され、1956年には100万人台を回復した。六甲山系や帝釈・丹生山系といった山地が横たわるため宅地造成は困難だったが、「山、海へ行く」を合言葉に、山地や丘陵を削って採取した土砂を地下トンネル内に設けたベルトコンベヤ（須磨ベルトコンベヤ）で運搬して海面を埋め立て、土砂採取跡地と埋立地の双方に住宅団地が造成された。
山地のない名古屋市や横浜市を抜き返すことはなく、1979年には札幌市に抜かれたが、三方を山地に囲まれる京都市との差は漸次縮小していった。1990年の第15回調査で京都市を抜き、1992年には一時的に150万人を超えたが、阪神・淡路大震災によって1995年の第16回調査は減少、2000年の第17回調査で再び京都市を抜き、2010年の第19回調査で1,544,200人とピークを迎えた。
2015年に福岡市、2019年に川崎市に抜かれ、2020年の第21回調査で1,525,152人と全国8位になっている。

### 人口動態概要
2010年国勢調査をピークに人口減少が続いている。2024年現在は約149万人となっており2000年(平成12年)とほぼ同じ人口水準となっている。
| 実施年 | 神戸市人口(人) | 神戸市増加数(人) | 神戸市増加率(%) | 国内増加率(%) | 大都市人口増加率順位 |
| ------ | -------------- | ---------------- | --------------- | ------------- | -------------------- |
| 1950年 | 820,986        | -                | -               | -             | -                    |
| 1955年 | 986,344        | 165,358          | 20.1            | 7.3           | 8位                  |
| 1960年 | 1,113,977      | 127,633          | 12.9            | 4.6           | 14位                 |
| 1965年 | 1,216,666      | 102,689          | 9.2             | 5.2           | 13位                 |
| 1970年 | 1,288,937      | 72,271           | 5.9             | 5.5           | 14位                 |
| 1975年 | 1,360,605      | 71,668           | 5.6             | 7.9           | 14位                 |
| 1980年 | 1,367,390      | 6,785            | 0.5             | 4.6           | 18位                 |
| 1985年 | 1,410,834      | 43,444           | 3.2             | 3.4           | 14位                 |
| 1990年 | 1,477,410      | 66,576           | 4.7             | 2.1           | 9位                  |
| 1995年 | 1,423,792      | 53,618           | 3.6             | 1.6           | 21位                 |
| 2000年 | 1,493,398      | 69,606           | 4.9             | 1.1           | 3位                  |
| 2005年 | 1,525,393      | 31,995           | 2.1             | 0.7           | 11位                 |
| 2010年 | 1,544,200      | 18,807           | 1.2             | 0.2           | 15位                 |
| 2015年 | 1,537,272      | 6,928            | 0.4             | 0.8           | 19位                 |
| 2020年 | 1,525,152      | 12,120           | 0.8             | 0.8           | 16位                 |

### インフラ整備の状況
- 下水道普及率:98.7%（2018年度末）

## 教育

### 国公立大学
- 神戸大学
- 兵庫県立大学
- 神戸市外国語大学
- 神戸市看護大学

### 私立大学
- 関西国際大学
- 甲南大学
- 神戸学院大学
- 神戸芸術工科大学
- 神戸国際大学
- 神戸松蔭大学
- 神戸情報大学院大学
- 神戸親和大学[注釈 2]
- 神戸常盤大学
- 神戸薬科大学
- 兵庫医科大学（神戸キャンパス）
- 流通科学大学

### 女子大学・短期大学
- 甲南女子大学
- 神戸海星女子学院大学
- 神戸教育短期大学
- 神戸松蔭女子学院大学短期大学部
- 神戸女子大学
- 神戸女子短期大学
- 神戸常盤大学短期大学部
- 頌栄短期大学

- 神戸大学
- 兵庫県立大学
- 甲南大学
- 神戸学院大学

### 高等専門学校
- 神戸市立工業高等専門学校

### 高等学校・中等教育学校
- 神戸市立葺合高等学校
- 神戸市立六甲アイランド高等学校
- 神戸市立須磨翔風高等学校
- 神戸市立神港橘高等学校
- 神戸市立兵庫商業高等学校
- 神戸市立科学技術高等学校
- 神戸市立楠高等学校（定時制）
- 神戸市立摩耶兵庫高等学校（定時制）
- 神戸市立神戸工科高等学校（定時制）
- 神戸大学附属中等教育学校
- 兵庫県立東灘高等学校
- 兵庫県立御影高等学校
- 兵庫県立神戸高等学校
- 兵庫県立神戸北高等学校
- 兵庫県立神戸甲北高等学校
- 兵庫県立神戸鈴蘭台高等学校
- 兵庫県立夢野台高等学校
- 兵庫県立兵庫高等学校
- 兵庫県立長田高等学校
- 兵庫県立伊川谷北高等学校
- 兵庫県立伊川谷高等学校
- 兵庫県立神戸高塚高等学校
- 兵庫県立須磨東高等学校
- 兵庫県立須磨友が丘高等学校
- 兵庫県立北須磨高等学校
- 兵庫県立舞子高等学校
- 兵庫県立星陵高等学校
- 兵庫県立神戸商業高等学校
- 兵庫県立神戸工業高等学校
- 兵庫県立兵庫工業高等学校
- 兵庫県立湊川高等学校（定時制）
- 兵庫県立長田商業高等学校（定時制）
- 兵庫県立青雲高等学校（通信制）
- クラーク記念国際高等学校神戸三宮キャンパス（通信制）
- 神戸龍谷高等学校
- 神戸第一高等学校
- 神戸学院大学附属高等学校
- 第一学院高等学校神戸キャンパス（通信制）
- 滝川第二高等学校
- 須磨学園高等学校
- 神戸星城高等学校
- 啓明学院高等学校
- 灘高等学校
- 六甲学院高等学校
- 神港学園神港高等学校
- 三田学園高等学校（敷地のごく一部が神戸市）
- ヒューマンキャンパス高等学校神戸学習センター（通信制）
- 神戸弘陵学園高等学校
- 育英高等学校
- 滝川高等学校
- 神戸国際大学附属高等学校
- 神戸村野工業高等学校
- 甲南女子高等学校
- 親和女子高等学校
- 松蔭高等学校
- 神戸海星女子学院高等学校
- 神戸山手女子高等学校
- 神戸常盤女子高等学校
- 神戸野田高等学校
- 神戸国際高等学校
- 兵庫大学附属須磨ノ浦高等学校
- 愛徳学園高等学校
- 夙川高等学校
- 屋久島おおぞら高等学校神戸キャンパス（通信制）

- 兵庫県立神戸高等学校
- 兵庫県立兵庫高等学校
- 灘高等学校
- 六甲学院高等学校

### 中学校
各区ごとに記載
- 東灘区の中学校一覧
- 灘区の中学校一覧
- 中央区の中学校一覧
- 兵庫区の中学校一覧
- 北区の中学校一覧
- 長田区の中学校一覧
- 須磨区の中学校一覧
- 垂水区の中学校一覧
- 西区の中学校一覧

### 小学校
各区ごとに記載
- 東灘区の小学校一覧
- 灘区の小学校一覧
- 中央区の小学校一覧
- 兵庫区の小学校一覧
- 北区の小学校一覧
- 長田区の小学校一覧
- 須磨区の小学校一覧
- 垂水区の小学校一覧
- 西区の小学校一覧

### 各種学校
- 関西国際学園（灘区）
- カナディアン・アカデミー（東灘区）
- 神戸ドイツ学院（東灘区）
- 神戸朝鮮初中級学校（中央区）
- 聖ミカエル国際学校（中央区）
- 神戸中華同文学校（中央区）
- マリストブラザーズ・インターナショナルスクール（須磨区）
- 神戸朝鮮高級学校（垂水区）
- 関西聖書神学校（垂水区）

### 学校教育以外の施設
| 職業訓練施設 - 港湾職業能力開発短期大学校神戸校（職業能力開発促進法に基づく職業能力開発短期大学校） - 川崎重工業神戸工場・兵庫工場・明石工場職業訓練校 - 三菱重工業神戸造船所職業訓練校 - 三菱重工業原動機事業本部高砂製作所職業訓練校 - 兵庫県洋菓子技術専門校（兵庫県洋菓子協会） | 神学校 - 神戸改革派神学校 - 神戸ルーテル神学校 - 神戸ルーテル聖書学院 | 自動車教習所 - 神戸ドライヴィングスクール - 平和台自動車学院 - ジェームス山自動車学院 - ジェームス山自動車学院学園都市校 - 北須磨ドライビングスクール - 伊川谷自動車学院（旧・東洋自動車学校） - 西神自動車学院 - リエゾンドライビングスクール - 六甲アイランドカースクール - 神戸西インター自動車学校 - ポートアイランドドライビングスクール - RICS PRO CAR SCHOOL | 兵庫労働局長登録教習機関 - セーリング - 全兵庫建設業協会 - 兵庫県溶接協会 |

### 学会
- 日本麻酔科学会（中央区）
2009年に東京都からポートアイランドに本部を移設した。
- 日本カナダ学会（東灘区）

## 観光・文化・スポーツ

### 自然景勝地
- 六甲山山上エリア（瀬戸内海国立公園指定区域）
  - 六甲山
    - 三国池、北面沢地群（日本の重要湿地500）
    - 有馬四十八滝（六甲アイスガーデン）- 氷瀑、樹氷、霧氷の名所
    - 六甲ガーデンテラス

  - 摩耶山
    - 掬星台（日本三大夜景）、穂高湖

  - 再度山（森林浴の森100選）
    - 再度公園・神戸市立外国人墓地（国の名勝）

  - 諏訪山（金星台・大師道）
  - 布引渓流（名水百選）・布引の滝（日本の滝百選）
  - 芦屋ロックガーデン
  - 蓬萊峡

- 摩耶山掬星台より
（日本三大夜景）
- 穂高湖
- 再度山再度公園
（国の名勝）
- 六甲ガーデンテラス
- 芦屋ロックガーデン

### 観光地区・繁華街
- 神戸港 - 神戸ハーバーランド・高浜岸壁（高浜旅客ターミナル）・メリケンパーク・中突堤・新港・神戸ポートターミナル
- 北野町山本通
- トアロード
- 旧居留地
- 南京町
- 三宮
- 元町
- ポートアイランド
- 六甲アイランド
- HAT神戸
- 新開地

- 神戸港・ハーバーランド
- 北野町山本通（風見鶏の館）
- 旧居留地
- 有馬温泉（湯本坂）

### 温泉
- 有馬温泉
- 神戸ハーバーランド温泉 万葉倶楽部 - 万葉の湯[45]
- 神戸クアハウス - 2種類の天然温泉[46]
- 神戸みなと温泉 蓮[47]
- 華の湯
- 天然ラジウム温泉太山寺 なでしこの湯[48]
- 垂水温泉 太平のゆ[49]
- ジェームス山天然温泉 月の湯舟[50]

### 主な寺社
- 徳光院
- 石峯寺
- 太山寺・塔頭安養院（庭園が国の名勝）
- 如意寺
- 大龍寺
- 鏑射寺
- 無動寺
- 忉利天上寺
- 能福寺（兵庫大仏鎮座）
- 須磨寺
- 福海寺　摂津国・諸山（幕府公認禅宗寺院）
- 生田神社
  - 生田裔神八社（一宮神社・二宮神社・三宮神社・四宮神社・五宮神社・六宮神社・七宮神社・八宮神社）
- 湊川神社
- 長田神社
- 多井畑厄除八幡宮
- 海神社
- 有間神社
- 六篠八幡神社
- 若王子神社
- 豊歳神社
- 諏訪神社（中央区）
- 諏訪神社（須磨区）
- 常纂寺
- 神戸モスク

- 太山寺本堂（国宝）
- 安養院庭園（国の名勝）
- 如意寺
- 湊川神社
史跡楠木正成墓

#### 兵庫七福神めぐり
- 大黒天 福海寺（柳原大黒天・開基足利尊氏・臨済宗）
- 蛭子 蛭子神社（柳原のえべっさん）
- 毘沙門天 能福寺（兵庫大仏・平清盛廟所・天台宗）
- 弁財天 和田神社（和田宮さん・兵庫南濱総氏神）
- 布袋和尚 柳原天神社（柳原の天神さん）
- 寿老人 薬仙寺（後白河法皇 萱の御所・時宗）
- 福禄寿 真光寺（一遍上人墓所・時宗）

### 主な史跡
- 東求女塚古墳
- 処女塚古墳（史跡）
- 西求女塚古墳（史跡）
- 五色塚古墳（史跡）
- 小壷古墳（史跡）
- 和田岬砲台（史跡）
- 楠木正成墓碑（史跡）
- 明石藩舞子台場跡（史跡）
- 滝山城

※ 名称の後の「（史跡）」は国指定の史跡を示す
- 五色塚古墳
- 和田岬砲台
- 処女塚古墳
- 東求女塚古墳

### 博物館
- 兵庫県公館
- 神戸市立博物館
- 神戸文学館
- 兵庫県立兵庫津ミュージアム
- 神戸海洋博物館・カワサキワールド
- 神戸華僑歴史博物館
- 移情閣（孫文記念館）- 建物は国の重要文化財
- ホール・オブ・ホールズ六甲
- 神戸らんぷミュージアム
- 神戸ドールミュージアム
- 神戸パールミュージアム
- 神戸アンパンマンこどもミュージアム&モール
- 人と防災未来センター - ひと未来館・防災未来館
- 橋の科学館
- 水の科学博物館
- 有馬玩具博物館
- 太閤の湯殿館
- 有馬の工房
- 神戸市立青少年科学館
- UCCコーヒー博物館
- グリコピア神戸
- 菊正宗酒造記念館
- 白鶴酒造資料館
- 沢の鶴資料館
- 酒匠館
- 神戸酒心館
- 浜福鶴吟醸工房
- 櫻正宗記念館櫻宴
- 竹中大工道具館
- 湊川神社宝物殿
- 神戸ポートミュージアム

- 兵庫県公館
- 神戸市立博物館
- 神戸文学館
- 神戸海洋博物館
- 移情閣（孫文記念館）
- ホール・オブ・ホールズ六甲
- 防災未来館

### 美術館
- 兵庫県立美術館・分館原田の森ギャラリー
- 世良美術館
- 白鶴美術館
- 香雪美術館
- プラトン装飾美術館（イタリア館）
- 神戸北野美術館
- うろこ美術館
- 神戸市立小磯記念美術館
- 大丸ミュージアム神戸
- 神戸ファッション美術館
- 神戸ゆかりの美術館
- 神戸アートビレッジセンター
- 波止場町TEN×TEN
- 山の小美術館RCN CUBE
- 豊雲記念館
- BBプラザ美術館
- 横尾忠則現代美術館

- 兵庫県立美術館
- 世良美術館
- 神戸ファッション美術館
- 小磯記念美術館

### 音楽活動
- 神戸市民文化振興財団（旧神戸市演奏協会） - 神戸市室内管弦楽団、神戸市混声合唱団
- NPO法人国際チェロアンサンブル協会
- 神戸国際芸術祭実行委員会[リンク切れ]
- 特定非営利活動法人 室内合奏団THE STRINGS
- NPO法人室内合奏団THE STRINGS

### 植物園・公園
- 相楽園
  - 船屋形
- 東遊園地
- 磯上公園
- 須磨離宮公園
- 須磨浦山上遊園
- 須磨浦公園
- 須磨海浜公園
- 奥須磨公園
- アジュール舞子
- 舞子公園
- 垂水健康公園
- 布引ハーブ園
- 神戸市立森林植物園
- 六甲高山植物園
- 再度公園
- 摩耶自然観察園
- 諏訪山公園
  - ヴィーナスブリッジ
- 六甲カンツリーハウス
- 北神戸田園スポーツ公園
- 神戸市立フルーツフラワーパーク
- 神戸市立農業公園
- 国営明石海峡公園（神戸地区）
- 神戸震災復興記念公園

- 神戸市立森林植物園
- 六甲高山植物園
- 須磨離宮公園
- 布引ハーブ園
- 諏訪山公園からの神戸市の夕景

### 水族園・動物園
- 神戸須磨シーワールド
- 神戸市立王子動物園
- 神戸どうぶつ王国
- アトア
- マリンピア神戸 小さな水族館
- みなとやま水族館

### ホール
- 神戸コンベンションコンプレックス - ワールド記念ホール・神戸国際会議場・ポートピアホテル・ポートピアホール・神戸商工会議所会館・神戸国際展示場
- 新神戸オリエンタル劇場
- 神戸文化ホール
- 神戸国際会館
- 神戸サンボーホール
- 松方ホール
- 神戸芸術センター

- ワールド記念ホール

### スタジアム・アリーナ・体育施設
- 神戸総合運動公園 - ほっともっとフィールド神戸・神戸ユニバー記念競技場
- 北神戸田園スポーツ公園・あじさいスタジアム北神戸
- ノエビアスタジアム神戸（御崎公園球技場）
- 王子スタジアム
- GLION ARENA KOBE（ジーライオンアリーナ神戸）
- 神戸市立ポートアイランドスポーツセンター
- 神戸市立中央体育館
- 兵庫県立文化体育館

- ほっともっとフィールド神戸
- ノエビアスタジアム神戸
- 神戸総合運動公園ユニバー記念競技場

### スポーツチーム

#### 野球
- オリックス・バファローズ（パシフィック・リーグ） - 現在は大阪市の京セラドーム大阪を本拠地としているが、年に数回ほっともっとフィールド神戸での主催試合を開催している。また、前身球団の一つである「オリックス・ブルーウェーブ」時代は現在のほっともっとフィールド神戸を本拠地にしていた。
- 三菱重工West硬式野球部（日本野球連盟） - 社会人野球の企業チーム。神戸市と高砂市の両市を本拠地としている。
- 川崎製鉄神戸硬式野球部（日本野球連盟） - 社会人野球の企業チーム。1994年に解散。
- 神戸製鋼硬式野球部（日本野球連盟） - 社会人野球の企業チーム。1987年から本拠地を加古川市へ移転し、2002年に休部、2013年に解散した。

#### サッカー
- ヴィッセル神戸（日本プロサッカーリーグ）
- INAC神戸レオネッサ（日本女子プロサッカーリーグ）
- デウソン神戸（日本フットサルリーグ）

#### バスケットボール
- 神戸ストークス（B.LEAGUE）

#### バレーボール
- SAGA久光スプリングス（SV.LEAGUE） - 登録上の本拠は鳥栖市であるが、過去に久光製薬がスプリングアタッカーズを運営した経緯上、神戸市が練習拠点。

#### ラグビー
- コベルコ神戸スティーラーズ（ジャパンラグビーリーグワン）

#### アメリカンフットボール
- エレコム神戸ファイニーズ（Xリーグ）

#### アイスホッケー
- スターズ神戸（アジアリーグアイスホッケー参入予定）

#### 格闘技
- DRAGON GATE（プロレス団体 神戸市が本拠地）
- 千里馬神戸ボクシングジム（プロボクシング・JBC）
- 真正ボクシングジム（同上）

### 主な西洋館・近代建築
※建物名の後に「（重文）」とあるものは、国の重要文化財に指定された建造物
- 北野町山本通周辺
  - 風見鶏の館（旧トーマス住宅）（重文）- 旧シャープ住宅（重文）- 旧ハッサム住宅（重文）- 旧小寺家厩舎（重文）- ラインの館（旧ドレウェル邸）- うろこの家（旧ハリヤー邸）- シュウエケ邸（旧ハンセル邸）- 旧キャセリン・アンダーセン邸 - 神戸ムスリムモスク（神戸回教寺院）- 日本基督教団神戸教会 - 北野物語館（旧フロイドリーブ邸）- 旧ハムウェイ邸（アメリカンハウス）- 旧米国領事館官舎（神戸北野美術館）- 北野外国人倶楽部（旧ブリューガー邸）- 仏蘭西館（洋館長屋、旧ボシー邸）- 旧アボイ邸 - ベンの家（旧フェレ邸）- 旧サッスーン邸 - 山手八番館 - 旧ヒルトン邸 - 旧フデセック邸 - 洋館長屋 - 旧グラシアニ邸
- 旧居留地
  - 旧居留地十五番館（重文）- 旧居留地38番館 - 旧神戸ユニオン教会 - 神戸商船三井ビル - チャータードビル - 神港ビル - 海岸ビル - 同和火災海上ビル
- 栄町通・海岸通
  - 海岸ビルヂング - 旧三菱銀行神戸支店（ファミリアホール）- 旧神戸住友ビル - 神戸郵船ビル - 旧第一銀行神戸支店 - 神戸税関旧館 - 旧国立生糸検査所 - 旧神戸市立生糸検査所 - 新港貿易会館 - 神戸大橋 - みなと異人館
- 灘・東灘
  - 旧ハンター住宅（重文）- 小寺邸 - 甲南漬資料館（旧高嶋平介邸）- 神戸市立御影公会堂 - 乾邸 - 小寺邸 - 旧関西学院チャペル - 神戸大学（本館 - 人文社会系図書館 - 兼松記念館 - 講堂）- 深江文化村（冨永家住宅 - 古澤家住宅 - ベーカー邸）
- 須磨
  - 旧室谷家住宅（2007年解体）- 上田邸 - 旧西尾邸 - 萩野邸洋館 - 須磨観光ハウス
- 舞子・塩屋
  - 旧武藤山治邸 - 旧木下家住宅 - 舞子ホテル - 旧ジョネス邸 - 旧グッゲンハイム邸 - ジェームス山（旧ジェームス邸 - 旧後藤邸 - 鄭邸）

- 旧居留地十五番館
- 旧居留地38番館
- 商船三井ビル
- 神戸税関
- 旧国立生糸検査所
- 旧武藤山治邸

### その他施設
- 布引五本松ダム（国の重要文化財）
- 六甲ガーデンテラス
- 六甲山スノーパーク
- 神戸ゴルフ倶楽部
- 神戸市立六甲山牧場
- 神戸市立中央図書館
- 北野工房のまち
- 太山寺温泉
- しあわせの村
- 箱木家住宅
- 神戸市埋蔵文化財センター
- 神戸商工貿易センタービル
- 神戸朝日ビル
- 神戸ファッションマート
- 神戸ファッションプラザ
- 神戸ポートタワー
- マリンピア神戸
  - 神戸フィッシャリーナ（こうべたるみ海の駅）- 三井アウトレットパーク マリンピア神戸
- 神戸市立須磨ヨットハーバー（こうべすま海の駅）
- 神戸メリケンパークオリエンタルホテル
- ルミナス神戸2
- 神戸コンチェルト
- アジュール舞子
- イオンモール神戸北
- 神戸三田プレミアムアウトレット

- マリンピア神戸・神戸フィッシャリーナ
- 神戸ファッションマート

### 祭事・行事
- 神戸まつり
- Kobe Love Port・みなとまつり
- インフィオラータ神戸
- 神戸ルミナリエ
- 春節祭
- KOBE豚饅サミット
- 神戸コレクション
- アニメーション神戸
- 神戸100年映画祭
- 神戸スポーツ映画祭
- 神戸マラソン
- 神戸ジャズストリート
- 神戸国際フルートコンクール
- 全日本高校・大学ダンスフェスティバル
- インディア・メーラー
- KOBE ALIVE
- MEGA VEGAS

- 神戸まつり
- 神戸マラソン

## 交通

### 鉄道
東西方向にかけてJRや私鉄などの路線が走行している。名目上は市名を冠する神戸駅が特定都区市内制度の中心駅であるが、JRや私鉄、地下鉄など多くの路線が乗り入れる三ノ宮駅・三宮駅（神戸三宮駅）が実質的な市内中心駅としての役割をもつ。山陽新幹線の停車駅である新神戸駅はのぞみを含めた全ての新幹線が停車するがJRの在来線の接続はないため、市営地下鉄西神・山手線が中心市街地の三宮方面に連絡している。
| 西日本旅客鉄道（JR西日本） - 山陽新幹線 - 新神戸駅 - 東海道本線（JR神戸線） - 甲南山手駅 - 摂津本山駅 - 住吉駅 - 六甲道駅 - 摩耶駅 - 灘駅 - 三ノ宮駅 - 元町駅 - 神戸駅 - 山陽本線（JR神戸線） - 神戸駅 - 兵庫駅 - 新長田駅 - 鷹取駅 - 須磨海浜公園駅 - 須磨駅 - 塩屋駅 - 垂水駅 - 舞子駅 - 山陽本線（和田岬線） - 兵庫駅 - 和田岬駅 - 福知山線（JR宝塚線） - 道場駅 阪急電鉄 - 神戸本線 - 岡本駅 - 御影駅 - 六甲駅 - 王子公園駅 - 春日野道駅 - 神戸三宮駅 - 神戸高速線 - 神戸三宮駅 - 花隈駅 - 高速神戸駅 - 新開地駅 阪神電気鉄道 - 本線 - - 深江駅 - 青木駅 - 魚崎駅 - 住吉駅 - 御影駅 - 石屋川駅 - 新在家駅- 大石駅 - 西灘駅 - 岩屋駅 - 春日野道駅 - 神戸三宮駅 - 元町駅 - 神戸高速線 - 西代駅 - 高速長田駅 - 大開駅 - 新開地駅 - 高速神戸駅 - 西元町駅 - 元町駅 山陽電気鉄道 - 本線 - 西代駅 - 板宿駅 - 東須磨駅 - 月見山駅 - 須磨寺駅 - 山陽須磨駅 - 須磨浦公園駅 - 山陽塩屋駅 - 滝の茶屋駅 - 東垂水駅 - 山陽垂水駅 - 霞ヶ丘駅 - 舞子公園駅 - 西舞子駅 - 須磨浦ロープウェイ - 須磨浦公園駅 - 鉢伏山上駅 | 神戸電鉄 - 有馬線 - 湊川駅 - 長田駅 - 丸山駅 - 鵯越駅 - 鈴蘭台駅 - 北鈴蘭台駅 - 山の街駅- 箕谷駅 - 谷上駅 - 花山駅 - 大池駅 - 神鉄六甲駅 - 唐櫃台駅 - 有馬口駅 - 有馬温泉駅 - 三田線 - 有馬口駅 - 五社駅 - 岡場駅 - 田尾寺駅 - 二郎駅 - 道場南口駅 - 神鉄道場駅 - 粟生線 - 鈴蘭台駅- 鈴蘭台西口駅 - 西鈴蘭台駅 - 藍那駅 - 木津駅 - 木幡駅 - 栄駅 - 押部谷駅 - 神戸高速線 - 新開地駅 - 湊川駅 神戸市営地下鉄 - 西神・山手線 - 新神戸駅 - 三宮駅 - 県庁前駅 - 大倉山駅 - 湊川公園駅 - 上沢駅 - 長田駅 - 新長田駅 - 板宿駅- 妙法寺駅 - 名谷駅 - 総合運動公園駅 - 学園都市駅 - 伊川谷駅 - 西神南駅 - 西神中央駅 - 北神線 - 谷上駅 - 新神戸駅 - 海岸線 - 三宮・花時計前駅 - 旧居留地・大丸前駅 - みなと元町駅 - ハーバーランド駅 - 中央市場前駅 - 和田岬駅- 御崎公園駅 - 苅藻駅 - 駒ヶ林駅 - 新長田駅 神戸新交通 - ポートアイランド線（ポートライナー） - 三宮駅 - 貿易センター駅 - ポートターミナル駅 - 中公園駅 - みなとじま駅 - 市民広場駅 - 医療センター駅 - 計算科学センター駅 - 神戸空港駅 - 環状系統 : 市民広場 - 南公園駅 - 中埠頭駅 - 北埠頭駅 - 中公園 - 六甲アイランド線（六甲ライナー） - 住吉駅 - 魚崎駅 - 南魚崎駅 - アイランド北口駅 - アイランドセンター駅 - マリンパーク駅 神戸六甲鉄道 - 六甲ケーブル - 六甲ケーブル下駅 - 六甲山上駅 こうべ未来都市機構 - 摩耶ケーブル - 摩耶ケーブル駅 - 虹の駅 - 摩耶ロープウェー - 虹の駅 - 星の駅 - 六甲有馬ロープウェー - 有馬温泉駅 - 六甲山頂駅 神戸リゾートサービス - 神戸布引ロープウェイ |

#### 中心駅

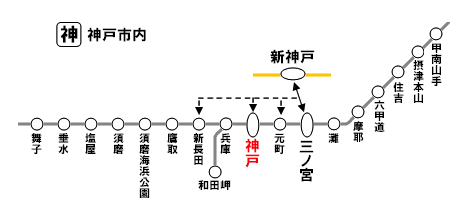
神戸市内におけるJR在来線の路線図（JR宝塚線道場駅を除く）

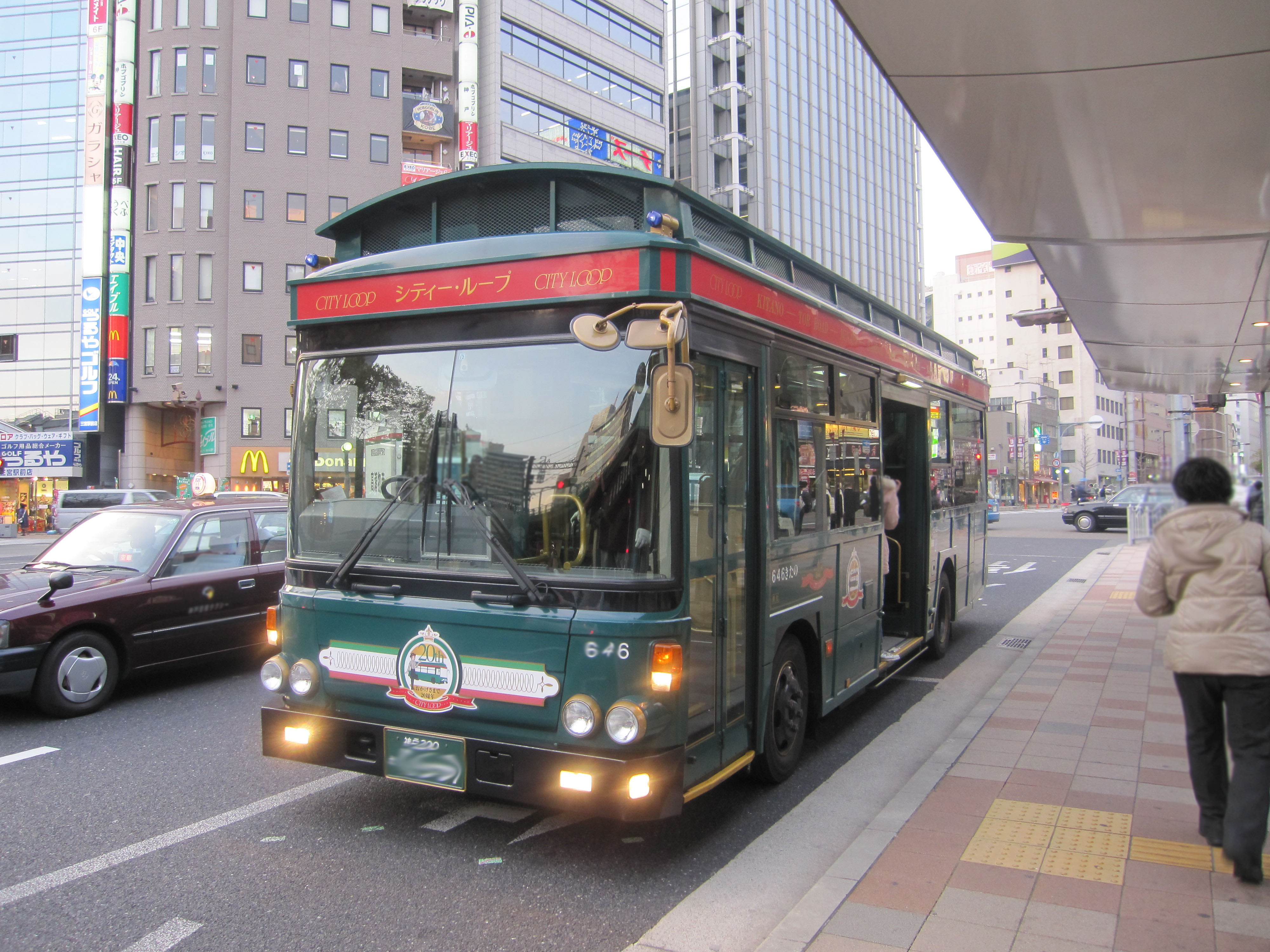
神戸市中心部の観光地を結んでいるシティー・ループバス

主に、商業・業務・文化施設などが集まる三宮周辺の駅が、中心的役割を果たすが、JTB時刻表では、神戸駅が中心駅として記載されている。
近年は、都心ウォーターフロントの一角、ハーバーランド周辺にも各鉄道が集まっている。
- 三宮 - JR西日本三ノ宮駅、阪急電鉄神戸三宮駅、阪神電気鉄道神戸三宮駅、神戸市営地下鉄西神山手線三宮駅・ポートライナー三宮駅、神戸市営地下鉄海岸線三宮・花時計前駅

神戸の玄関口であり都心部の中核でもある三宮に位置する、事実上同一の駅。
各交通機関が集まる要衝であり、1日約75万人(2019年)が利用する市内最大のターミナル駅として機能している。
また、2006年2月16日に開港した神戸空港と山陽新幹線・新神戸駅とを結ぶ、結節点としても重要な役割を担う。
三ノ宮駅は兵庫県下の私鉄を含む全ての駅で最多の乗降客数であり、特急列車を含む全ての旅客列車が停車し、市役所本庁の最寄り駅でもあるため、実質的な中心駅となっている。
阪神なんば線が開業した2009年3月20日以降、近鉄奈良発の快速急行が阪神三宮まで乗り入れている（詳細は阪神なんば線を参照）。
各駅はさんちかなどを通じ相互に乗換可能であり、周辺には市営・高速・ホテルおよび空港リムジンバスなど、多数のバス路線が発着する（詳細は三宮駅バスのりばを参照）。
- ハーバーランド - 神戸駅（JR西日本）、高速神戸駅（阪急電鉄・阪神電気鉄道）、ハーバーランド駅（神戸市営地下鉄海岸線）

都心西部に位置する神戸ハーバーランドの最寄り駅であり、3駅はデュオこうべを通じ相互に乗換可能である。
神戸駅は神戸市内の正式な代表駅であり、市内の乗降客数は三ノ宮駅に次ぐ多さである。
当駅は東海道本線の終点駅、山陽本線の起点駅でもあるが、運行上はJR神戸線の中間駅という位置付けである。
また、神戸駅北側・南側には市営バスを中心としたバスターミナルが併設されている。
高速神戸駅は阪急神戸本線・阪神本線両方面の分岐および合流駅であり、山陽電気鉄道も乗り入れている。

#### 鉄道における特記事項
- 神戸市は関西圏の政令指定都市で唯一路面電車路線が現存しないが、次世代型路面電車を用いたライトレール (LRT) や連節バスなどを用いたバス・ラピッド・トランジット (BRT) の導入が検討されている[51][注釈 3][注釈 4]。
- 中央区の新港突堤西地区 - 中突堤・メリケンパーク - 神戸ハーバーランドの区間で新たに都市索道が構想されている[52][53]。

### バス
| 高速バスターミナル - 三宮駅前 三宮バスターミナル・神姫バス三ノ宮バスターミナル - 舞子駅前 高速舞子 - 新神戸駅 - 神戸空港 - 有馬温泉 | 路線バス - 神戸市交通局（神戸市バス） - 神戸交通振興 - 神姫バス - 阪神バス - 阪急バス - 山陽バス - 神鉄バス - みなと観光バス |

市の中心部は市バスと神姫バスが運行している。このほか垂水区では山陽バス、西区は神姫バス、北区は阪急バスと神姫バスが主として運行している。
乗車方法はいずれも後乗り前降り後払いであり、運賃は均一制を採る区間（市バス普通区・山陽均一区など）と整理券による区間制を採る区間（市バス近郊区・神姫バスなど）に分かれる。
みなと観光バス以外の各路線では非接触型ICカードのPiTaPa、ICOCAをはじめとした全国交通系ICカードが使用できる。神姫バスグループは別途NicoPaも、阪急バスと阪神バスは別途Hanicaもそれぞれ使用できる。

### 道路

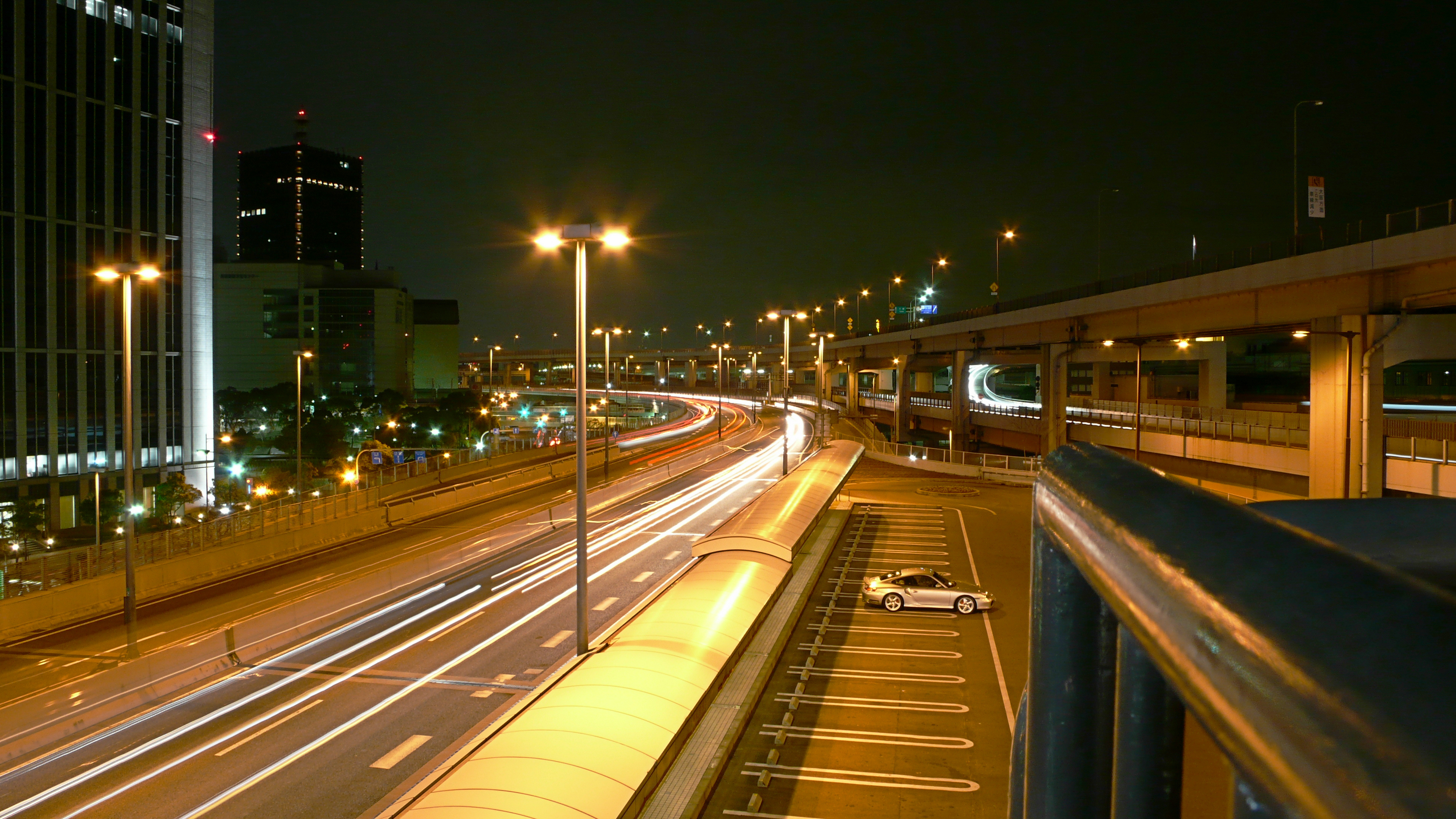
阪神高速神戸線

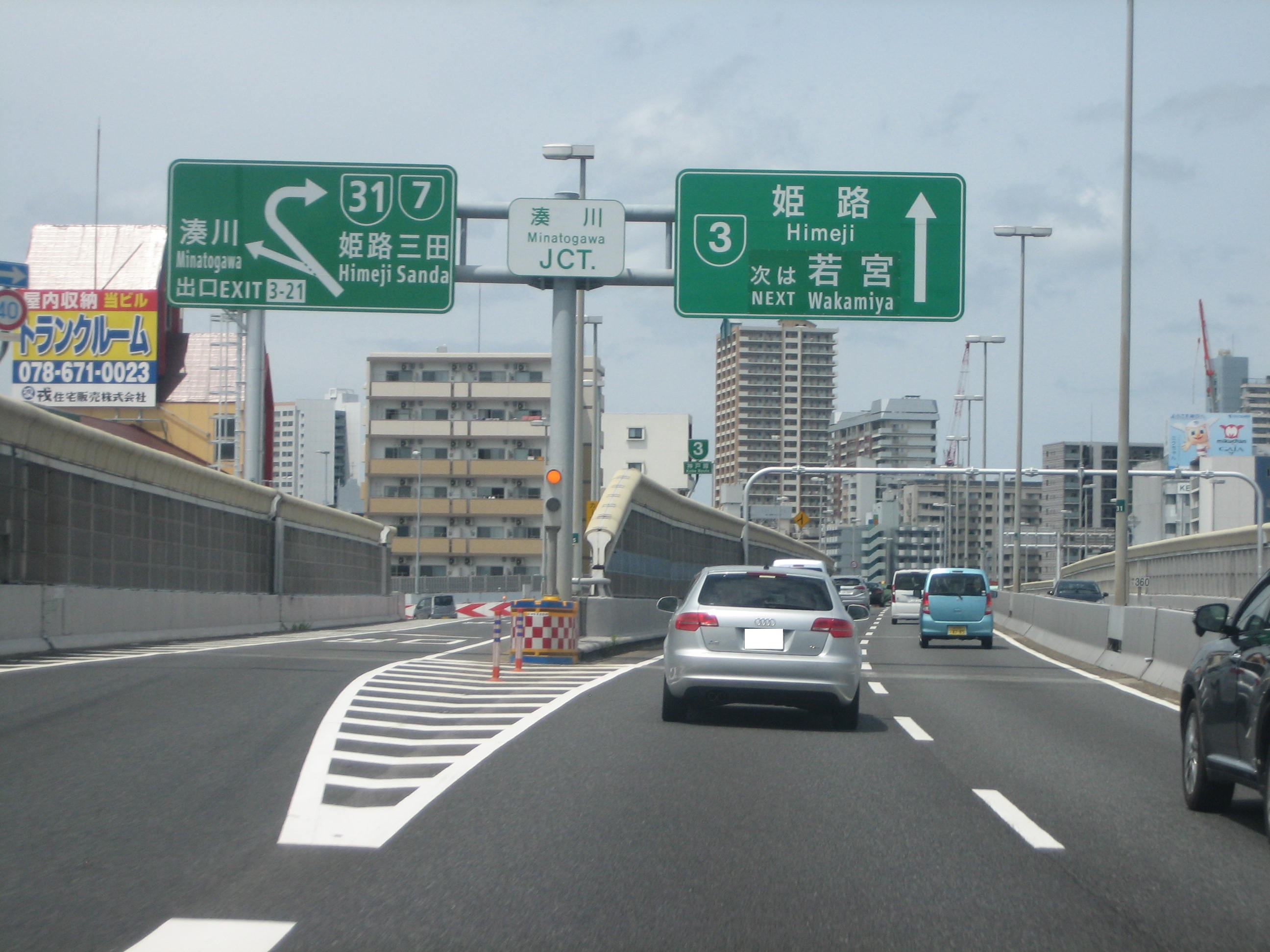
湊川JCT

#### 高速道路
阪神高速道路
- 阪神高速道路
  - 3号神戸線
  - 5号湾岸線
  - 7号北神戸線
  - 31号神戸山手線

高速自動車国道
- 新名神高速道路
- 中国自動車道
- 山陽自動車道
- 西神自動車道

高速代替国道
- 神戸淡路鳴門自動車道（一般有料道路）

一般国道
- 国道2号
  - 第二神明道路（一般有料道路）
  - 浜手バイパス・神戸西バイパス
- 国道28号
- 国道43号
- 国道171号（市内は2号重複）
- 国道174号
- 国道175号
- 国道176号
- 国道250号（市内は2号重複）
- 国道427号（市内は175号重複）
- 国道428号

#### 県道
主要地方道
- 兵庫県道15号神戸三田線
- 兵庫県道16号明石神戸宝塚線
- 兵庫県道17号西脇三田線
- 兵庫県道21号神戸明石線
- 兵庫県道22号神戸三木線
- 兵庫県道30号新神戸停車場線（フラワーロード）
- 兵庫県道38号三木三田線
- 兵庫県道51号宝塚唐櫃線
- 兵庫県道52号小部明石線
- 兵庫県道65号神戸加古川姫路線
- 兵庫県道73号山田三田線
- 兵庫県道82号大沢西宮線
- 兵庫県道83号平野三木線
- 兵庫県道85号神戸加東線
- 兵庫県道95号灘三田線
  - 六甲北有料道路（有料）
  - 六甲有料道路（有料）
  - 表六甲ドライブウェイ
  - 裏六甲ドライブウェイ
- 兵庫県道98号有馬山口線
- 山手幹線

一般県道
- 兵庫県道144号西脇口吉川神戸線
- 兵庫県道195号岡場停車場線
- 兵庫県道196号五社停車場線
- 兵庫県道197号鈴蘭台停車場線
- 兵庫県道198号東灘停車場線
- 兵庫県道199号須磨停車場線
- 兵庫県道200号垂水停車場線
- 兵庫県道488号長坂垂水線
- 兵庫県道506号市野瀬有馬線
- 兵庫県道563号神出山田自転車道線

道の駅
- 道の駅淡河

#### 市道有料道路
- 山麓バイパス
- 新神戸トンネル有料道路
- ハーバーハイウェイ

#### 純民間有料道路
- 芦有ドライブウェイ

### 航路
神戸港
- 神戸ポートターミナル
  - 日中国際フェリー - 新鑑真（14,543トン）
    - 神戸港 ←→ 上海港
- 神戸三宮フェリーターミナル
  - ジャンボフェリー - りつりん2（3,664トン）・あおい(5,200トン)
    - 神戸港 ←→ 小豆島坂手港・高松東港

  - 宮崎カーフェリー - フェリーたかちほ(14,200トン)・フェリーろっこう(14,200トン)
    - 神戸港 ←→ 宮崎港
- 中突堤中央ターミナル（中突堤西・かもめりあ）
  - 神戸ベイクルーズ - ロイヤルプリンセス（414トン、神戸港周遊）、オーシャンプリンス（170トン、神戸港周遊）
  - 早駒運輸 - ファンタジー（神戸港周遊）
- 中突堤旅客ターミナル
  - ルミナス観光 - ルミナス神戸2（4,778トン、神戸港〜明石海峡周遊）
- 高浜旅客ターミナル
  - 神戸クルーザー - コンチェルト（2,138トン、神戸港〜明石海峡周遊）
  - 神戸ベイクルーズ - オーシャンプリンス（神戸港周遊）
- 六甲アイランドフェリーターミナル
  - RF1 フェリーさんふらわあ
    - 神戸港 ←→ 大分港

  - RF2 阪九フェリー - せっつ（16,292トン）・やまと（16,292トン）
    - 神戸港 ←→ 新門司港

  - RF3 四国開発フェリー（オレンジフェリー）- おれんじホープ（15,732トン）
    - 神戸港 ←→ 新居浜港
- 六甲船客ターミナル
  - マルエーフェリー（週1〜2便・寄港地は便により異なる）- 琉球エキスプレス（6,266トン）
    - 神戸港 ←→ 大阪港 ←→ 名瀬港 ←→ （亀徳港） ←→ （和泊港） ←→ （与論港） ←→ 那覇港
- 神戸空港ポートターミナル桟橋
  - 神戸-関空ベイ・シャトル（84トン、高速船）
    - 神戸空港 ←→ 関西国際空港

- 高浜旅客ターミナルに帰還する神戸コンチェルト
- ルミナス神戸2（中突堤）
- 神戸ポートターミナルに到着する新鑑真
- 中突堤中央ターミナルに接岸するラ・ベルメール

### 航空
- 神戸空港
- 路線
  - 東京（羽田）、札幌（新千歳）、茨城、長崎、鹿児島、沖縄（那覇）
- 航空会社
  - ANA、SKY（スカイマーク）、SNJ（ソラシドエア、2013年6月より）、ADO（AIR DO、2013年6月より）

### タクシー
タクシーの営業区域は神戸市域交通圏で、淡路市・三田市・三木市・稲美町を除く隣接する各市と尼崎市・伊丹市・川西市・川辺郡猪名川町と伊丹（大阪）空港が対象となっている。

## ゆかりの人物

### 名誉市民
神戸市は、神戸市名誉市民条例に基づき、「公共の福祉の増進または学術技芸の進展に寄与し、もって広く社会文化の発展に貢献し、その功績が卓絶する」市民およびゆかりのある人物に対して名誉市民の称号と名誉市民章を贈呈している。
- 原口忠次郎（元市長、1969年）
- 小磯良平（洋画家、1983年）
- 中井一夫（元市長、1989年）
- 宮崎辰雄（元市長、1990年）
- 朝比奈隆（音楽家、1994年）
- 笹山幸俊（元市長、2002年）
- 井村裕夫（医学者、2014年）
- 矢田立郎（元市長、2014年）
- 本庶佑（医学者、2019年）

## 神戸市で撮影がされた、および神戸市が舞台の作品
神戸市は映像産業を重視し、映画やドラマの撮影に積極的である。

### 映画
- 黄金の弾丸（1927年：大岩栄二郎、宮島健一出演）- 神戸港・旧居留地ビジネス街
- 新雪（1942年：月丘夢路、水島道太郎出演）- 神戸市立高羽小学校他
- 細雪（1950年：花井蘭子、轟夕起子出演）- 住吉川他
- 夜来香（1951年：上原謙、久慈あさみ出演）
- ここは静かなり（1956年：有馬稲子、大木実出演）- 神戸港・旧居留地ビジネス街他
- 午後8時13分（1956年：根上淳、川上康子出演）
- 忘れじの午後8時13分（1957年：根上淳、川上康子出演）- 会下山公園他
- サヨナラ（1957年：マーロン・ブランド、ナンシー梅木出演）- 神戸港上空他
- 赤い波止場（1958年：石原裕次郎出演）- 神戸港・三宮・六甲山他
- 源氏九郎颯爽記 白狐二刀流（1958年：中村錦之助出演）[55] - 幕末の兵庫・六甲山
- 猟銃（1961年：山本富士子、岡田茉莉子出演）- 神戸駅他
- 女の勲章（1961年：京マチ子、田宮二郎出演）- 魚崎・六甲山他
- あすの花嫁（1962年：吉永小百合出演）
- 憎いあンちくしょう（1962年 : 石原裕次郎、浅丘ルリ子出演）- 塩屋
- 大怪獣決闘 ガメラ対バルゴン（1966年）- 神戸港・ポートタワー
- 陸軍中野学校 雲一号指令（1966年：市川雷蔵出演）
- 007は二度死ぬ（1967年：ショーン・コネリー出演）- 神戸港
- 吹けば飛ぶよな男だが（1968年:なべおさみミヤコ蝶々出演）- 福原柳筋　神戸港
- 激突! 殺人拳（1974年：千葉真一出演）- 神戸港・神戸沖他
- 華麗なる一族（1974年：佐分利信、月丘夢路出演）- 六甲山・旧居留地ビジネス街他
- 風の歌を聴け（1981年：小林薫出演）- 三宮・舞子六角堂・神戸港他
- メイン・テーマ（1984年：薬師丸ひろ子出演）- 須磨浦公園他
- 二代目はクリスチャン（1985年：志穂美悦子出演）
- 火垂るの墓 (1988年：高畑勲監督)
- 花の降る午後（1989年：古手川祐子、桜田淳子出演）※神戸市政100周年記念映画
- べっぴんの町（1989年：柴田恭兵出演）- 三宮・ポートアイランド他
- ジェームス山の李蘭（1992年東映：名取裕子、東幹久出演）- ジェームス山他
- She's Rain（1993年：小松千春出演）- メリケンパーク・旧居留地他
- ゴジラvsスペースゴジラ（1994年：橋爪淳出演）- メリケンパーク
- 夏の庭 The Friends （1994年：三國連太郎出演）- 須磨区内
- 大失恋。（1995年：武田真治、鈴木京香出演）- 神戸ベイシェラトンホテル、六甲ランドAOIA他
- 男はつらいよ 寅次郎紅の花（1995年：渥美清出演）- 長田区内
- ISOLA 多重人格少女（1999年：木村佳乃出演）
- 走れ!イチロー（2001年：浅野ゆう子出演）
- リターナー（2002年：金城武出演）- 神戸大橋他
- きょうのできごと（2004年：妻夫木聡出演）- 王子動物園・育英高校他
- ゴジラ FINAL WARS（2004年：松岡昌宏出演）- 神戸空港他
- 極道の妻たち 情炎（2005年：高島礼子出演）
- 日本沈没（2006年：神戸港から国外脱出を図るシーンで登場。また柴咲コウ演じる阿部玲子は神戸出身の設定）
- ありがとう（2006年：赤井英和主演）- 阪神淡路大震災時の神戸・神戸近郊が舞台
- ウルトラマンメビウス&ウルトラ兄弟（2006年：五十嵐隼士、黒部進、森次晃嗣、団時朗、高峰圭二出演）- 神戸空港・六甲山牧場・神戸ポートピアランド・須磨海浜水族園・ポートアイランド住友倉庫他
- ハッピーアワー（2015年:田中幸恵、菊池葉月、三原麻衣子、川村りら出演）
- スパイの妻＜劇場版＞（2020年：蒼井優、高橋一生、東出昌大出演）- 旧グッゲンハイム邸、旧加藤海運本社ビル、神戸市市営地下鉄名谷車輌基地、神戸税関
- 罪の声（2020年：小栗旬、星野源出演）- 割烹 大力

神戸市で撮影された映画作品
- GO（2001年：窪塚洋介出演）- 市営地下鉄上沢駅他
- あずみ2 Death or Love（2004年：上戸彩出演）- 布引他
- 交渉人 真下正義（2005年：ユースケ・サンタマリア出演）- 市営地下鉄御崎車両基地他
- みやび 三島由紀夫（2005年）- 舞子公園・市内の県立高校
- 天使の卵（2006年：市原隼人主演）- 神戸市看護大学で撮影
- 陽気なギャングが地球を回す（2006年：大沢たかお出演）- 三宮フラワーロード他
- 僕の彼女はサイボーグ（2008年：綾瀬はるか主演）- 神戸大学、三宮他
- 映画版火垂るの墓（2008年：松田聖子主演）- 神戸大学他（本作は全編兵庫県ロケ）
- 新宿インシデント（2009年：ジャッキーチェン出演）- 三宮繁華街他
- アウトレイジ（2009年：北野武出演）- 繁華街、居留地他
  - アウトレイジビヨンド（2012年：北野武出演）- 繁華街、ポートアイランド他
  - アウトレイジ 最終章（2017年：北野武出演）- 相楽園会館、空港島道路他
- 鬼子母神の子守唄（2012年：夢原まひろ、白澤康宏出演）- 六甲山、再度山他
- GANTZ（2011年：二宮和也出演）- 中央卸売場跡地他
- DOG×POLICE　純白の絆（2011年：市原隼人、戸田恵梨香出演）- 神戸ハーバーランドセンタービル、ポートアイランド市民広場、新神戸オリエンタルアベニュー、西神中央プレンティ、神戸国際交流会館、神戸市立医療センター中央市民病院
- ALWAYS 続・三丁目の夕日（2007年：吉岡秀隆、小雪出演）- 川崎重工兵庫工場にて国鉄151系電車「こだま」号の撮影
- ゾンビチャイルド（2009年：辻岡正人、夢原まひろ出演）- 垂水区他
- ひよこカラー（2013年：村上聖佳、夢原まひろ出演）- 垂水区、東垂水展望公園他
- オオカミ少女と黒王子（2016年：二階堂ふみ、山﨑賢人出演）- 南京町、北野町異人館街、神戸メリケンパークオリエンタルホテル、ビーナステラス、人と防災未来センター、神戸市立王子動物園、中突堤、阪急西口本通2・3丁目、三宮高架商店街、元町高架下商店街
- HiGH&LOW THE MOVIE（2016年：TAKAHIRO、登坂広臣出演）- 摩耶埠頭、ポートアイランド
- デスノート Light up the NEW world （2016年：東出昌大、池松壮亮出演）- 元町通1スクランブル交差点、中央水環境センター・ポートアイランド処理場、ベルトコンベア跡トンネル、摩耶山
- ミュージアム（2016年：小栗旬出演）- 旧乾邸、ベルトコンベア跡トンネル、神戸市中央卸売市場東部市場
- 海賊と呼ばれた男（2016年：岡田准一出演）- 神戸大学、神戸税関
- 本能寺ホテル（2017年：綾瀬はるか出演）- 神戸市役所1号館、カフェフィッシュ、LOCHE MARKET STORE（マリンピア神戸内）
- サバイバルファミリー（2017年：小日向文世、深津絵里出演）- 神戸市立須磨海浜水族園
- ふたりの旅路（2017年：桃井かおり、イッセー尾形出演）- 灘丸山公園、北野美術館、角野邸、元町商店街
- 幼な子わらに生まれ （2017年：浅野忠信、田中麗奈出演）- パルモア病院、笠松商店街、兵庫県立美術館、カフェ・ド・クリエ
- 彼女がその名を知らない鳥たち（2017年：蒼井優、阿部サダヲ出演）- 灘丸山公園、北野坂、元町高架下商店街、神戸空港島西緑地他
- 亜人 （2017年：佐藤健出演）- 新港第4突堤、兵庫県公館、落合クリーンセンター、ポートアイランド処理場、神戸市役所、神戸商工会議所
- キセキの葉書（2017年：鈴木紗理奈出演）- 角野邸
- 鋼の錬金術師（2017年：山田涼介、本田翼出演）- ベルトコンベアトンネル、旧ハンター住宅（王子動物園内）、道の駅 神戸フルーツ・フラワーパーク 大沢
- 嘘八百（2018年：中井貴一、佐々木蔵之介出演）- 神戸空港
- マンハント（2018年：チャン・ハンユー、福山雅治出演）- 岡本の住宅街、六甲山のハウススタジオ
- となりの怪物くん（2018年：土屋太鳳、菅田将暉出演）- 諏訪山公園、ビーナスブリッジ
- 焼肉ドラゴン（2018年：真木よう子、井上真央出演）- 神戸空港島
- センセイ君主（2018年：竹内涼真、浜辺美波出演）- 神戸市看護大学、東遊園地・フラワーロード、北野坂
- 寝ても覚めても（2018年：東出昌大、唐田えりか出演）- 神戸ファッション美術館
- フォルトゥナの瞳（2019年：神木隆之介、有村架純出演）- 県立舞子公園、アジュール舞子、塩屋、つつじが丘公園、住吉橋、カフェ・ド・クリエ、クアラントット、北の椅子と、都賀川、東遊園地・フラワーロード、ラクダビル周辺、苅藻橋、ハーバーウォーク、労災病院
- 轢き逃げ 最高の最悪な日（2019年：中山麻聖、石田法嗣出演）- 北野エリア、元町高架通商店街、南京町、UNICORN、三宮本通商店街、東遊園地、北公園、CinemaKOBE、神戸大学、小磯記念美術館、ジャンカルド、北野天満神社、アジュール舞子
- アルキメデスの大戦（2019年：菅田将暉、柄本佑、浜辺美波出演）- 神戸税関、旧乾邸、海岸ビルヂング、旧加藤海運本社ビル
- 牙狼〈GARO〉-月虹ノ旅人-（2019年：中山麻聖、石橋菜津美出演）- 旧乾邸、デザイン・クリエイティブセンター神戸（KIITO)、道の駅神戸フルーツ・フラワーパーク大沢、ホテル神戸フルーツ・フラワー、丸五市場、クラブ月世界
- 思い、思われ、ふり、ふられ（2020年：浜辺美波、北村匠海、福本莉子、赤楚衛二出演）- 神戸高等学校、啓明学院、学園東町西公園、大丸山公園、神戸松蔭女子学院大学、名谷駅、西神南駅、トリトンカフェ、長田神社、元町ケーキ、北野坂、都賀川公園、北野町東公園
- 天外者（2020年：三浦春馬、三浦翔平、西川貴教出演）- 旧ハンター邸、神戸税関
- 名も無き世界のエンドロール（2020年：岩田剛典、新田真剣佑出演）- 神戸ポートアイランド市民広場、神戸ポートピアホテル、明石町筋、京町筋、上北古市民公園付近ほか
- るろうに剣心 最終章 The Final/The Beginning（2021年：佐藤健、武井咲、江口洋介出演）- あいな里山公園、淡河宿本陣跡

### テレビドラマ
- ウルトラセブン 第14,15話「ウルトラ警備隊西へ」（1967年、TBS系）- 神戸港、神戸ポートタワー他
- 風見鶏（1977年、NHK連続テレビ小説：新井春美、蟇目良主演）
- ゆるしません!（1980年、KTV製作・CX系：友里千賀子主演）- 全編神戸および三宮などが舞台。
- 青が散る（1983年-1984年、TBS系、石黒賢主演）
- 西部警察 PART-III 第49話「激追!!地を走る3億ドル-大阪・神戸篇-」（1984年、ANB系）- ベルトコンベア施設や当時開発中の西神ニュータウンなどの造成地
- 逃亡者（1992年、CX系：田原俊彦・和久井映見出演）- 思い出の地として登場。三宮センター街付近などで撮影。
- 3年B組金八先生 第4シリーズ（1995年、TBS系：武田鉄矢出演）
- 甘辛しゃん（1997年、NHK連続テレビ小説：佐藤夕美子出演）
- 三誓盟（1997年、香港ドラマ：梅艶芳（アニタ・ムイ）主演）
- 少年H（1999年、CX系:桃井かおり主演）- 兵庫県立神戸高校他
- アイ’ム ホーム 遥かなる家路（2004年、NHK：時任三郎出演）- ポートピアランド、神戸ハーバーランド、モザイク、神戸地下鉄大倉山駅、阪急御影駅前など
- わかば（2004年、NHK連続テレビ小説：原田夏希主演）
- ガラスの華（2004年、韓国SBS：イ・ドンゴン、金子昇出演）- 旧居留地他
- 火垂るの墓（2005年、NTV系：松嶋菜々子出演）- 垂水区上高丸団地他
- ハルとナツ 届かなかった手紙（2005年、NHK80周年ドラマ：森光子出演）
- デザイナー（2005年、MBS系：国生さゆり主演）- 灘丸山公園他
- CAとお呼びっ!（2006年、NTV系）- 神戸空港で一部撮影
- 虹を架ける王妃（2006年、CX系：岡田准一主演他）- 須磨離宮公園、須磨区内住宅他
- 松本清張スペシャル「共犯者」（2006年、NTV系：賀来千香子・室井滋出演）- 阪急三宮駅北側広場
- 冬休みSPドラマ・蹴鞠師（2006年、KTV系：横山裕、錦戸亮ジャニーズJr他）- 神戸大学・神戸流通科学大学・市営地下鉄新神戸駅・御影公会堂地下食堂・他神戸市内
- スロースタート（2007年、NHK土曜ドラマ：水野真紀他出演）- ほぼ全編神戸ロケ
- 華麗なる一族（2007年、TBS系：木村拓哉主演）- 舞台は神戸および神戸近郊〜兵庫県東部
- その街のこども（2010年、NHK阪神・淡路大震災15年特集ドラマ：佐藤江梨子・森山未來主演）- ほぼ全編神戸ロケ
- べっぴんさん（2016年-2017年、NHK連続テレビ小説：芳根京子主演）
- 女子的生活（2018年、NHK総合ドラマ10：志尊淳主演）
- 不惑のスクラム（2018年、NHK総合土曜ドラマ：高橋克典主演）- 神戸学院大学ポートアイランドキャンパス、神戸芸術センター
- まんぷく（2018年-2019年、NHK連続テレビ小説：安藤サクラ主演）-神戸迎賓館 旧西尾邸
- なめとんか やしきたかじん誕生物語（2018年、関西テレビ開局60周年特別番組：駿河太郎主演）- クラブ月世界、神戸山手女子中学校・高等学校、野瀬病院、神戸芸術センター
- カラスになったおれは地上の世界を見おろした。（2018年、NHK総合ドラマSP：眞島秀和主演）- Asia One Center、神戸芸術センター、ポートピアホテル
- レ・ミゼラブル 終わりなき旅路（2019年、フジテレビ開局60周年記念ドラマ：ディーン・フジオカ、井浦新出演）- 諏訪山公園・ビーナスブリッジ、北野町、旧グッゲンハイム邸
- BRIDGE はじまりは1995.1.17神戸（2019年、関西テレビ開局60周年特別ドラマ：井浦新主演）- JR六甲道、六甲道本通商店街、六甲道南公園、都賀川公園周辺、メリケンパーク（メモリアルパーク）、南京町、元町商店街、モトコ―、灘丸山公園、ビーナスブリッジ、長峰霊園、第一旭神戸店ほか
- 元町ロックンロールスウィンドル（2019年、サンテレビ：鳥居みゆき主演）- トアウエスト、花隈公園、中突堤、野瀬病院、元町高架通商店街、角野邸、あいな里山公園、丸五市場
- だから私は推しました（2019年、NHK総合よるドラ：桜井ユキ主演）- デザイン・クリエイティブセンター神戸（KIITO）、120 WORKPLACE KOBE、六甲ライナーアイランドセンター駅、六甲アイランドリバーモール、神戸ファッションプラザほか
- いだてん（2019年、NHK総合大河ドラマ：阿部サダヲ、中村勘九郎主演）- ユニバー記念競技場
- 猪又進と8人の喪女〜私の初めてもらってください〜（2019年、関西テレビ：森田哲矢、岡崎紗絵出演）- 神戸煉瓦倉庫、高浜岸壁、諏訪山公園・ビーナスブリッジ（3話）、有馬温泉月光園游月山荘、なぎさ公園（7話）
- 遺留捜査スペシャル（2019年、テレビ朝日：上川隆也、栗山千明、永井大、宮﨑香蓮、梶原善、甲本雅裕、戸田恵子出演）- 旧乾邸
- 刑事ゼロスペシャル（2019年、テレビ朝日日曜プライム：沢村一樹、瀧本美織、寺島進、横山だいすけ、猫背椿、渡辺いっけい、財前直見出演）- グランドホテル六甲スカイヴィラ、六甲ケーブル六甲山上駅、六甲ガーデンテラス、六甲オルゴールミュージアム、有馬温泉月光園ほか
- 忘却のサチコ 新春スペシャル（2020年、テレビ東京：高畑充希、村上淳、葉山奨之出演）- 生田神社、萌黄の館、北野町広場、神戸空港、東山商店街、中突堤・メリケンパーク、ハーバーウォーク、有馬温泉月光園游月山荘、モザイク大観覧車、ティールームアミカ、北野工房のまち、地下鉄海岸線和田岬駅コインロッカー、南京町、イスズベーカリー北野坂店、恋人岬、お好み焼き青森
- 心の傷を癒すということ（2020年、NHK総合土曜ドラマ：柄本佑、尾野真千子、濱田岳、森山直太朗、近藤正臣出演）- 旧雲雀ケ丘小学校、神戸市看護大学、パルモア病院、花隈公園、神戸大学医学部附属国際がん医療・研究センター、西市民病院、須磨海岸、神戸文化ホール、パルシネマ、神戸大学、神戸市立森林植物園、大倉山公園、ポートアイランド病院、神戸ルミナリエ、神戸布引ハーブ園、生田神社
- DIVER-特殊潜入班-（2020年、関西テレビ：福士蒼汰、野村周平、安藤政信、りょう出演）- 神戸各地で撮影
- 家族だから愛したんじゃなくて、愛したのが家族だった（2023年、NHK：河合優実主演）
- たとえあなたを忘れても（2023年-、堀田真由主演）
- おむすび（2024年-2025年、NHK連続テレビ小説：橋本環奈主演）

### 漫画・アニメ
- アドルフに告ぐ（1983年、手塚治虫）
- サード・ガール（1984年、西村しのぶ）
- 小山荘のきらわれ者（1985年、なかじ有紀）
- アーバンスクウェア 琥珀の追撃（1986年、西森明良）
- 攻殻機動隊（1989年、士郎正宗）
- 高校鉄拳伝タフ（1993年、猿渡哲也）
- お願いアルカナ（1994年、中垣慶）
- 神戸在住（1998年、木村紺）
- 地球少女アルジュナ（2001年、河森正治）
- RUSH（2001年、西村しのぶ）
- 太陽の黙示録（2002年、かわぐちかいじ）
- ZIG☆ZAG（2005年、なかじ有紀）
- Fate/stay night（2006年、TYPE-MOON）
- あるいとう（2011年、ななじ眺）
- Fate/Zero（2011年、虚淵玄・TYPE-MOON）
- 幽麗塔（2012年、乃木坂太郎）
- かげきしょうじょ!!（2012年、斉木久美子）
- 競女!!!!!!!!（2013年、空詠大智）
- Fate/kaleid liner プリズマ☆イリヤ（2013年、ひろやまひろし・TYPE-MOON）
- Z/X IGNITION（2014年、テレコム・アニメーションフィルム）
- ジョゼと虎と魚たち (2020年、原作・田辺聖子、監督・タムラコータロー)
- すずめの戸締まり (2022年、新海誠)

### ゲーム
- ポートピア連続殺人事件（1983年、エニックス）
- スナッチャー（1988年、コナミ）
- 神戸恋愛物語（1989年、ザインソフト）
- 街道バトルシリーズ（2003年、元気）
- こもれびに揺れる魂のこえ（2003年、ユニゾンシフト）
- Fate/stay night（2004年、TYPE-MOON）-神戸大橋などが登場する。
- E×E（2007年、ゆずソフト） - 作中では「岬市」（みさきし）。三ノ宮駅の駅前広場、ハーバーランドの煉瓦倉庫レストランなどが登場。作中に登場する八坂総合病院のモデルは神戸大学医学部附属病院。
- レコンキスタ（2007年、コットンソフト） - ポートアイランド。神戸大橋などが登場。
- 天神乱漫（2009年、ゆずソフト） - 作中では「真日羽市」（まひわし）。灘区。六甲道駅周辺。
- プリズム☆ま〜じカル 〜 PRISM Generations! 〜（2010年、ぱじゃまソフト）
- キミとボクとエデンの林檎（2011年、オービット）
- ホチキス（2012年、戯画） - 東灘区がモデル。
- 湾岸ミッドナイト MAXIMUM TUNE 5DX（2015年、バンダイナムコエンターテインメント）

### 文学・小説
作品は作者氏名で五十音順
- 伊勢物語（作者未詳）
- 宇津保物語（作者未詳）
- 枕草子（清少納言）第117段：湯は
- 源氏物語（紫式部）第12帖 須磨 など
- 栄花物語（作者未詳）
- 平家物語
- 蒼氓（石川達三）
- ヰタ マキニカリス（稲垣足穂）
- 星を売る店（稲垣足穂）
- タルホ神戸年代記（稲垣足穂）
- 三ノ宮炎上（井上靖）
- 猟銃（井上靖）
- 神戸殺人事件（内田康夫）
- 「須磨明石」殺人事件（内田康夫）
- 死線を越えて（賀川豊彦）
- 歌劇学校（川端康成）
- がしんたれ（菊田一夫）
- 十三番目の人格 ISOLA（貴志祐介）
- つれづれ、北野坂探偵舎　心理描写が足りてない（河野裕）
- ここは静かなり（白川渥）
- 少年H（妹尾河童）
- 細雪（谷崎潤一郎）
- 青雲の軸（陳舜臣）
- 緋の十字架（佃實夫）
- あすの花嫁（壺井栄）
- 一縷の川（直井潔）
- タロット探偵MIKU（夏緑）
- 神戸 愛と殺意の街（西村京太郎）
- 神戸電鉄殺人事件（西村京太郎）
- 孤高の人（新田次郎）
- 火垂るの墓（野坂昭如）
- 兎の眼（灰谷健次郎）
- 太陽の子（灰谷健次郎）
- 天の瞳（灰谷健次郎）
- 新雪（藤沢桓夫）
- 花の降る午後（宮本輝）
- 青が散る（宮本輝）
- ノルウェイの森（村上春樹）
- 風の歌を聴け（村上春樹）
- 生田川（森鷗外）
- 華麗なる一族（山崎豊子）
- 本の話（由起しげ子）
- 三つの花（吉屋信子）
- 花物語（吉屋信子）
- 神戸栄町アンティーク堂の修理屋さん（竹村優希）
- ジェームス山の李蘭（樋口修吉）
- 困ったときの友(コスモポリタンズ収録)（サマセット・モーム）

### 音楽
唱歌
- 鉄道唱歌第一集東海道篇
62.神戸は五港の一つにて あつまる汽船のかずかずは 海の西より東より 瀬戸内がよいも交じりたり
63.磯にはながめ晴れわたる 和田の岬を控えつつ 山には絶えず布引の 滝見に人ものぼりゆく
64.七度うまれて君が代を まもるといいし楠公の いしぶみたかき湊川 ながれて世々の人ぞ知る
65.おもえば夢か時のまに 五十三次はしりきて 神戸の宿に身をおくも 人に翼の汽車の恩
66.明けなば更に乗りかえて 山陽道を進ままし 天気は明日も望あり 柳にかすむ月の影
- 鉄道唱歌第二集山陽・九州篇
1.夏なお寒き布引の 滝のひびきをあとにして 神戸の里を立ちいずる 山陽線路の汽車の道
2.兵庫鷹取須磨の浦 名所旧蹟かずおおし 平家の若武者敦盛が うたれし跡もここと聞く
3.その最期まで携えし 青葉の笛は須磨寺に 今ものこりて宝物の なかにあるこそあわれなれ
4.九郎判官義経が 敵陣めがけておとしたる 鵯越やいちのたに 皆この名所の内ぞかし
- 神戸駅は、東海道本線の終点かつ山陽本線の起点駅であるため（山陽本線が、元々ここを終点としていた官営鉄道に接続する形で、私鉄の山陽鉄道によって建設されたことに由来する）、作詞者の大和田建樹は重要な地点ととらえ、特に東海道篇では5番を割いてここを歌った。

クラシック・オーケストラ
- 組曲「Kobe」（デイヴィッド・ベノワ）- 阪神大震災復興イベントのため制作された曲。
- 「カルテット・フォー・神戸」（ポール・モーリア）
- 「おほなゐ」〜1995.1.17 阪神淡路大震災へのオマージュ〜 - 天野正道作曲の吹奏楽曲で、震災の記憶を風化させないようにという意味が込められている。

歌謡曲・J-POPなど
- 「青い山脈」（藤山一郎、奈良光枝）- 大阪から京都に向う省電からの六甲山脈眺望
- 「美し都〜がんばろやWe love KOBE〜」（平松愛理）
- 「恋は魔法さ」（浜田省吾・THE R&S INSPIRATIONS）
- 「KOBE」（もんた&ブラザーズ）
- 「神戸で死ねたら」（西田佐知子）
- 「神戸です」（テレサ・テン）
- 「三の宮ブルース」（森雄二とサザンクロス）
- 「そして、神戸」（内山田洋とクールファイブ）
- 「始まりの場所」 （寿美菜子）
- 「タワー・サイド・メモリー」（松任谷由実）
- 「渚にまつわるエトセトラ」(PUFFY)
- 「春景色」（南野陽子）
- 「ポートピア」（ゴダイゴ）
- 「港・坂道・異人館」（いしだあゆみ）
- 「もう少し あと少し…」(ZARD)
- 「Magic In Kobe」（A.S.A.P. (グループ)）
- 「ALWAYS - いつまでも変わらない -」（山根康広）
- 「スマイル」、「風見鶏の街で」（KOBerrieS♪）

## BE KOBE

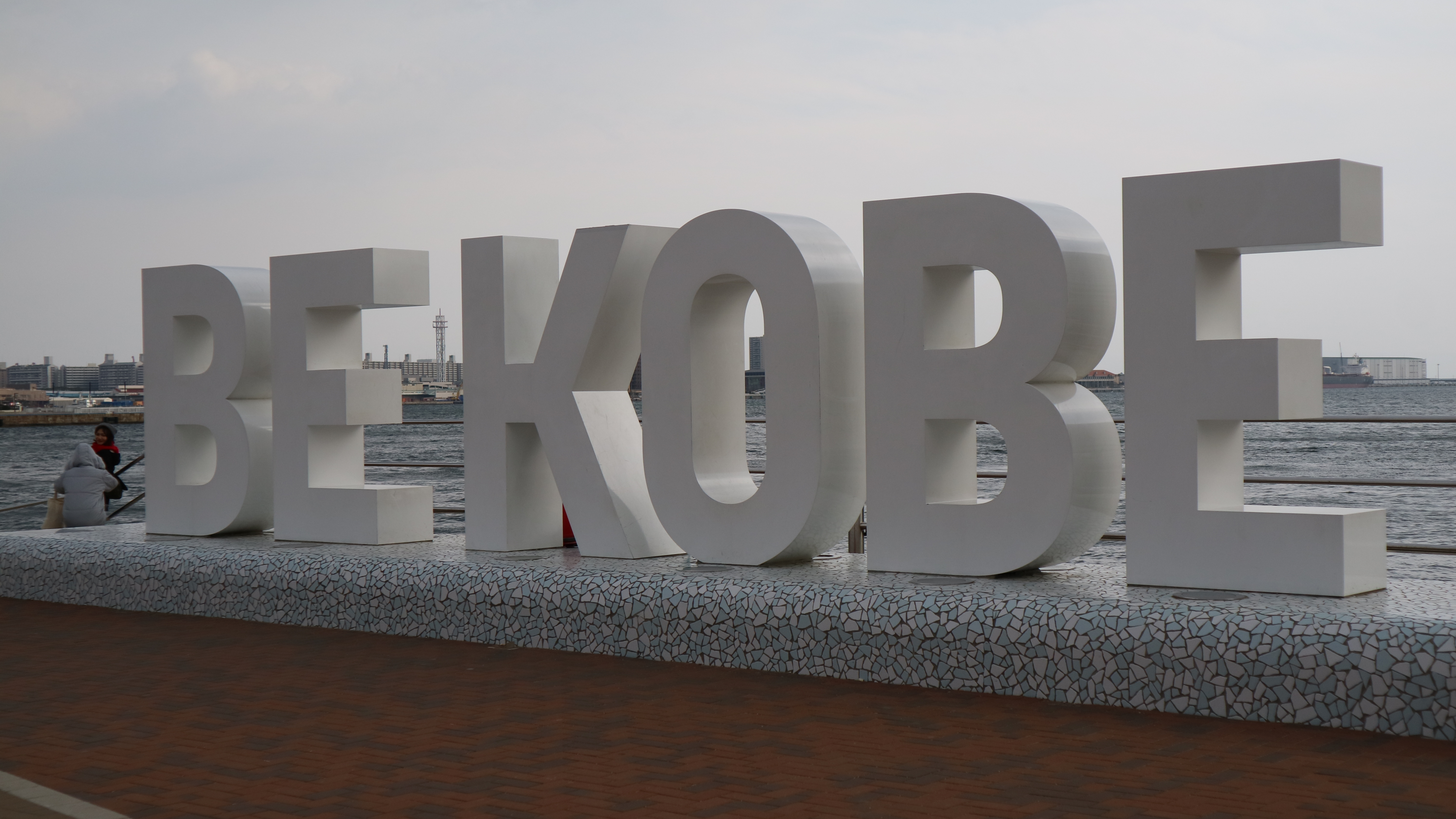
メリケンパークに設置されたBE KOBEモニュメント

BE KOBE（ビーコウベ）は、「震災20年 神戸からのメッセージ発信」プロジェクトをきっかけに、多くの市民から出た「神戸の様々な魅力の中で、一番の魅力は人である」という思いを集約したメッセージとして生まれた。直訳すると、「神戸であれ」「神戸らしくいよう」といった意味である。
ここでいう「神戸らしさ」とは、震災をきっかけに気付いた「人のために力を尽くす」という人々の思いや、開港150年の歴史の中で育まれた、「先進的・開放的で、創造性・国際性が豊か」といった人々の気質である。2025年4月現在、メリケンパーク、ポーアイしおさい公園、神出山田自転車道（つくはら湖畔）、フルーツフラワーパーク、アジュール舞子の5ヶ所に「BE KOBE」のモニュメントが設置され、観光スポットとなっている。